# Приморский район (Санкт-Петербург)
Примо́рский райо́н (с 1949 по 1989 год — Жда́новский райо́н) — административно-территориальная единица на северо-западе Санкт-Петербурга, один из крупнейших районов города. Численность его населения составляет 714 854 чел. (2025), по этому показателю район занимает первое место в Петербурге. Площадь — 109,87 км² (4-е место в городе). Это также лидирующий район по количеству новых застроек и рождаемости, 20 % построенного нового жилья приходится на Приморский район, а рождаемость за последний год выросла на 9,3 %. Приморский район занимает 4-е место среди 18 по качеству жизни, а также последнее место по количеству преждевременных смертей, или является самым «здоровым» районом города.

## История

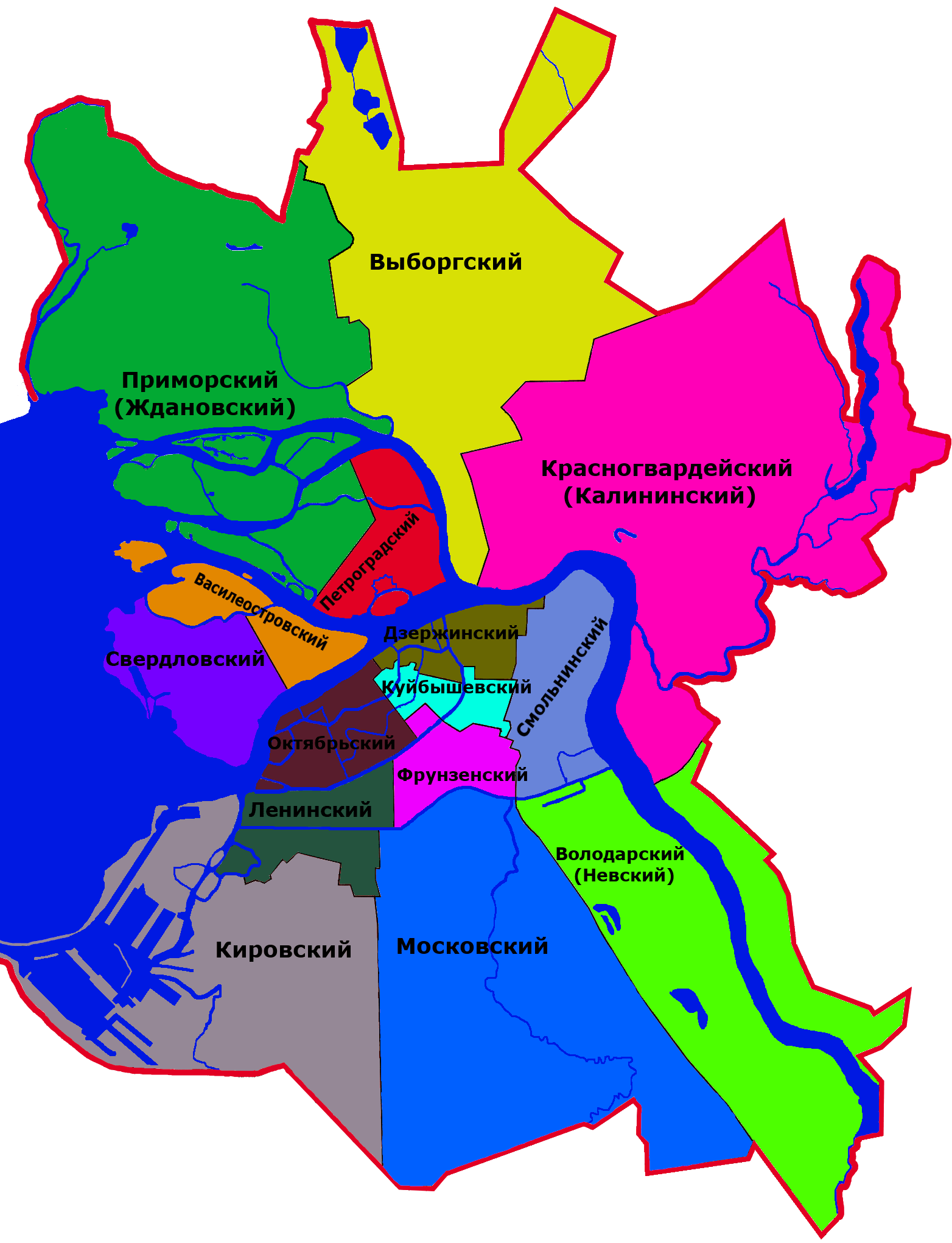
Административно-территориальное деление Ленинграда. Территория Приморского (Ждановского) района с момента образования по 1963 год (в конце 1930-х годов часть территории на севере на границе с областью была передана Выборгскому району).

Приморский район был образован 9 апреля 1936 года (выделен из Петроградского района постановлением президиума Ленсовета).
В границах территории образованного района селения существовали со средневековья, а возможно и ранее. Западная часть Петроградского острова уже при Петре I была частью Санкт-Петербурга. На правом берегу Невы, за городской чертой, Пётр I передавал земли во владение комендантов Петропавловской крепости. После чего на протяжении многих поколений коменданты использовали эти места для сельскохозяйственной деятельности, как средство дополнительного дохода. Таким образом на левом берегу Чёрной речки образовались так называемые «комендантские дачи». Впоследствии, в 1830- х годах здесь отдыхал Пушкин. В 1910 году здесь был создан Комендантский аэродром, который сыграл важную роль в истории советской авиации. Сегодня один из проспектов назван в честь аэродрома — Комендантский проспект. В 1963 году аэродром был закрыт и территория стала объектом массового жилищного строительства. В 1930-е — 1940-е годы в районе были созданы крупные городские парки — ЦПКиО и Приморский парк Победы.
С 1949 по 1989 год район носил название Ждановский в честь советского государственного деятеля и руководителя Ленинграда с 1934 по 1945 гг. — А. А. Жданова. По 1977 год в состав района входили Кировские острова и половина Петроградской стороны.
В 1977 году в Ждановский район были включены Лахта, Ольгино, Каменка, в 1980 году — Лисий Нос.

Эскиз проекта массового жилищного строительства, созданный в 1960-е годы, показывает дома 600 серии и многоуровневый гараж на переднем плане, от которого решили отказаться, ввиду низкого уровня автомобилизации

Тогда же неоднократно производились изменения границ района в ходе его расширения на север и северо-запад. Градостроительную концепцию разрабатывала 6 мастерская ЛенНИИпроекта. Дома собирали из блок-секций, что считалось новшеством в то время. За дизайн зданий отвечали архитекторы Шмаков, Матусевич, Толбин, Эрмант, Кусков, Кузнецов и другие. Главным поводом для строительства района послужили планы индустриализации с целью переселить людей из коммуналок в новые квартиры. Они изначально планировали создать автомобильные трассы, выходящие в крупные развертки домов по 200 метров, а на пути пешехода дома должны создавать изломанные фигуры. При проектировании зданий архитекторы были вдохновлены концепцией социальных районов Жоржа Кандилиса, построенных в Тулузе. Новые кварталы строились по генеральному плану, по мнению квартального надзирателя, тогдашнему району были свойственны лаконичность, геометрическое сухое обаяние. Теперь этого не осталось в результате процесса уплотнительной застройки.
В интервью Сергей Шмаков, принимавший участие в проектировании районов, сказал, что сегодняшний Приморский район превратился в бешеные разнообразные формы, которые обернулись потерей единства. Сейчас район строят не архитекторы, а общество. В волну жилищного строительства начала 1970-х годов, новостройки представляли собой белые «дома-корабли» и панельные здания 602 серии. В 1980-е годы возводились в основном многоэтажные здания 137 серии и 1-504Д2. Строительство многих зданий было заморожено и возобновлено к середине 1990-х годов, зачастую застройщики использовали другой материал для постройки здания, данный период назван ранним монолитостроем.

### XXI век
В 2000-е годы строительство новых зданий осуществлялось в рамках уплотнительной застройки, к 2010-м годам новостройки стали строиться в рамках новых комплексных кварталов.
В Приморском районе находится Лахта-центр — небоскрёб, ставший самым высоким зданием в России и Европе. В 2016 году Приморский район наряду с Калининским был признан самым благоустроенным районом города по одной из групп районов.

## Население
| 1939     | 2002     | 2009     | 2010     | 2012     | 2013     | 2014     | 2015     | 2016     |
| -------- | -------- | -------- | -------- | -------- | -------- | -------- | -------- | -------- |
| 221 277  | ↗393 960 | ↗413 977 | ↗507 238 | ↗518 300 | ↗522 846 | ↗534 646 | ↗544 032 | ↗549 774 |
| 2017     | 2018     | 2019     | 2020     | 2021     | 2023     | 2025     |          |          |
| ↗555 366 | ↗565 442 | ↗568 516 | ↗573 024 | ↗692 753 | ↗699 243 | ↗714 854 |          |          |

Приморский район является самым крупным в Петербурге по населению. Он продолжает динамично расти за счет естественного прироста населения, миграции жителей других областей и иммигрантов, коэффициент смертности в районе по данным на 2010 год постепенно понижается, в то время, как рождаемость растёт. Обусловлено это тем, что большинство современного населения Приморского района составляют приезжие молодые люди и пары до 30 лет. По данным на 2010 год население района составляло 408,1 тысяч человек. В 2012 году — 518 232 человека, а в 2013 году уже ~523 000 человек, в этом же году рождаемость по сравнению с 2012 годом выросла на 9,3 %. По данным на август 2014 года население района за последний год растёт в основном за счёт высокой рождаемости. Фактически, по данным официального портала администрации района, в Приморском районе проживает около 540 тысяч человек. Уровень безработицы по данным на 2010 год составлял 0,65 % от всех жителей.
Национальный состав
По итогам переписи населения 2020 года проживали следующие национальности (национальности менее 0,1 % и другое см. в сноске к строке «Другие»):
| Национальность | Численность, чел. | Доля     |
| -------------- | ----------------- | -------- |
| Русские        | 469 671           | 67,80 %  |
| Украинцы       | 3113              | 0,45 %   |
| Татары         | 2555              | 0,37 %   |
| Белорусы       | 1812              | 0,26 %   |
| Армяне         | 1662              | 0,24 %   |
| Евреи          | 1118              | 0,16 %   |
| Узбеки         | 944               | 0,14 %   |
| Азербайджанцы  | 773               | 0,11 %   |
| Другие         | 211 105           | 30,47 %  |
| Итого          | 692 753           | 100,00 % |

## Инфраструктура

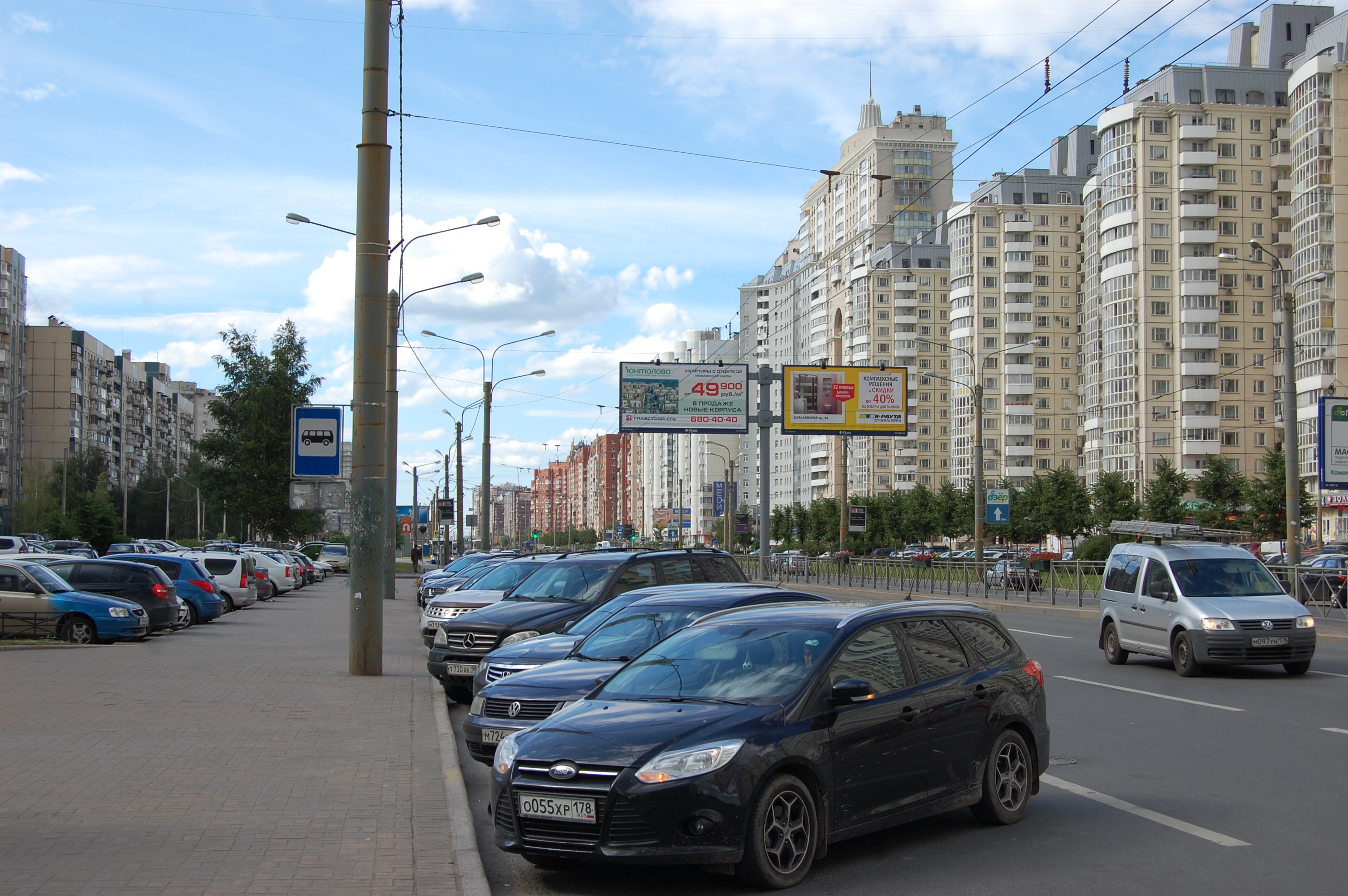
Комендантский проспект

До недавнего времени транспортная инфраструктура в районе оставалась плохо развитой, так как основная территория района находится за железнодорожными путями, что создаёт множественные пробки на переездах. Некоторые выезды из района зачастую не справляются с потоком машин. Однако ситуацию частично сгладили недавно построенные новые магистрали, выходы и развязки. Так, ситуация кардинально изменилась в лучшую сторону со строительством кольцевой дороги в 2011 году, примыкающей к Приморскому району на севере и платной трассы ЗСД, которая делит район пополам и обеспечила быстрый проезд к Кронштадту и Курортному району. В 2015 году состоялось открытие продолжения Суздальского шоссе, решающего проблему транспортной доступности в направлении северной части Выборгского района, а в 2016 году в эксплуатацию был введён центральный участок ЗСД, позволяющий через пролив добираться прямиком за 20 минут из Приморского в Василеостровский и Кировский районы минуя пробки через набережные Большой Невки и центра города. В 2017 году открылся Яхтенный мост, который позволяет попасть пешком прямо на Крестовский остров с Яхтенной улицы. В конце 2017 года был введён Поклонногорский путепровод, значительно облегчающий выезд в Выборгский район.
Другая социальная проблема района — нехватка поликлиник, детских садов и школ, особенно среди кварталов новостроек.

### Метро
В районе на январь 2025 года работают 5 станций метро, и транспортная доступность остаётся неудовлетворительной. Существующие станции располагаются в юго-восточной части района, в то время как северная часть и новые кварталы вдоль Лахтинского разлива существуют в условиях транспортной изоляции. В 2020-е годы предполагается построить 3 новых станции метро: Богатырскую, Каменку и Шуваловский проспект.
 Пионерская
 Чёрная речка
 Комендантский проспект
 Старая Деревня
 Беговая

## Экология

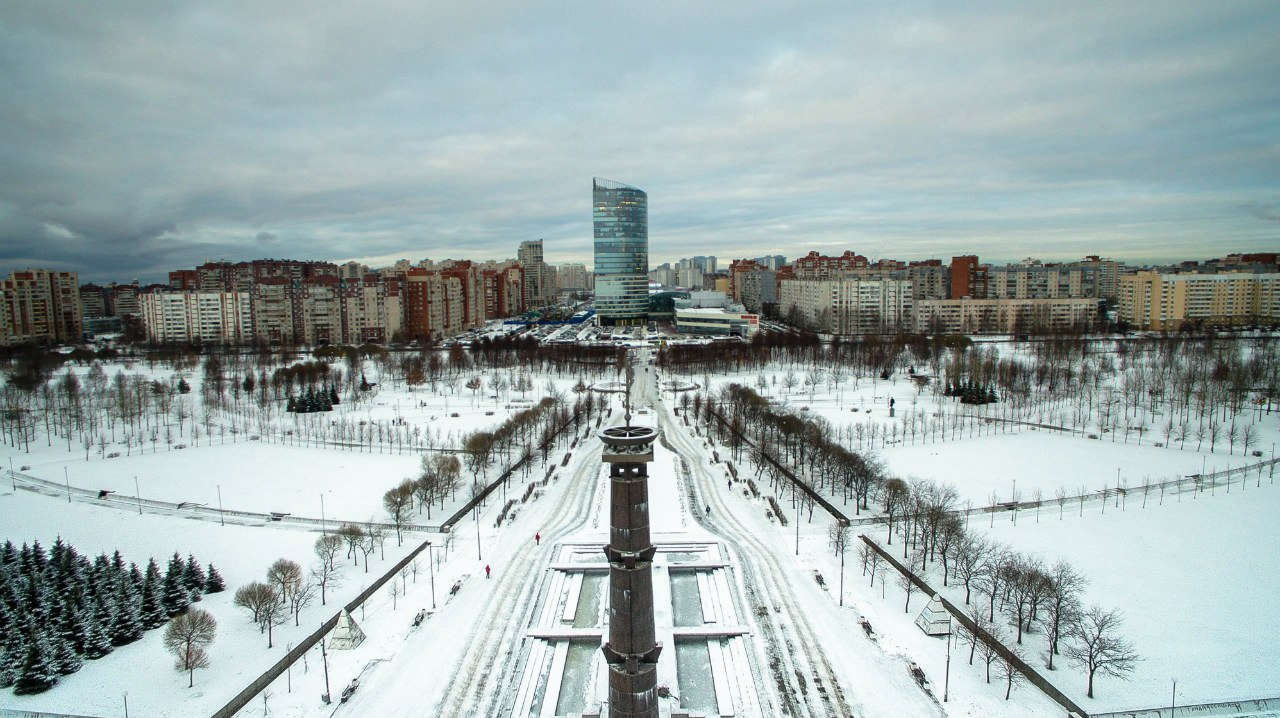
Парк 300-летия Санкт-Петербурга

Хотя в районе много зелёных зон (1/4 часть района), большинство из них недоступны, а среди жилых кварталов остро не хватает зелёных скверов. Озеленение происходит медленно — росту растений мешает заражённая почва из-за находящихся в районе захоронений тяжёлых металлов, а с эрозией почвы эти металлы попадают в воздух, что усугубляет и так неблагоприятную экологическую обстановку. Это особенно очевидно в районе станции метро Комендантский проспект. Пассажиры, пользующиеся этой станцией, отмечают неприятный запах, особенно сильный вблизи эскалаторов. С другой стороны ветра, идущие с берегов Финского залива, несколько разрежают воздух, но воздушные массы перемещаются и в сторону залива, прогоняя грязный воздух через район. Самой грязной зоной района признана область Чёрной речки, где находится промышленная зона. Рядом с проспектом Королёва находится перевалочный пункт — огромная свалка, которая портит и загрязняет почву и внешний вид территории. Находящаяся неподалёку, рядом с КАД, Левашовская свалка, особенно когда от неё дует ветер, приносит в район отвратительный запах. Ситуация будет усугубляться, так как район расширяется в направлении этой свалки. К 2018 году на территории будущего Лахта-центра общий уровень озеленения будет составлять 10,8 Га, а это около 30 процентов от общей территории комплекса, что позволит улучшить экологическую обстановку района.

## Экономика

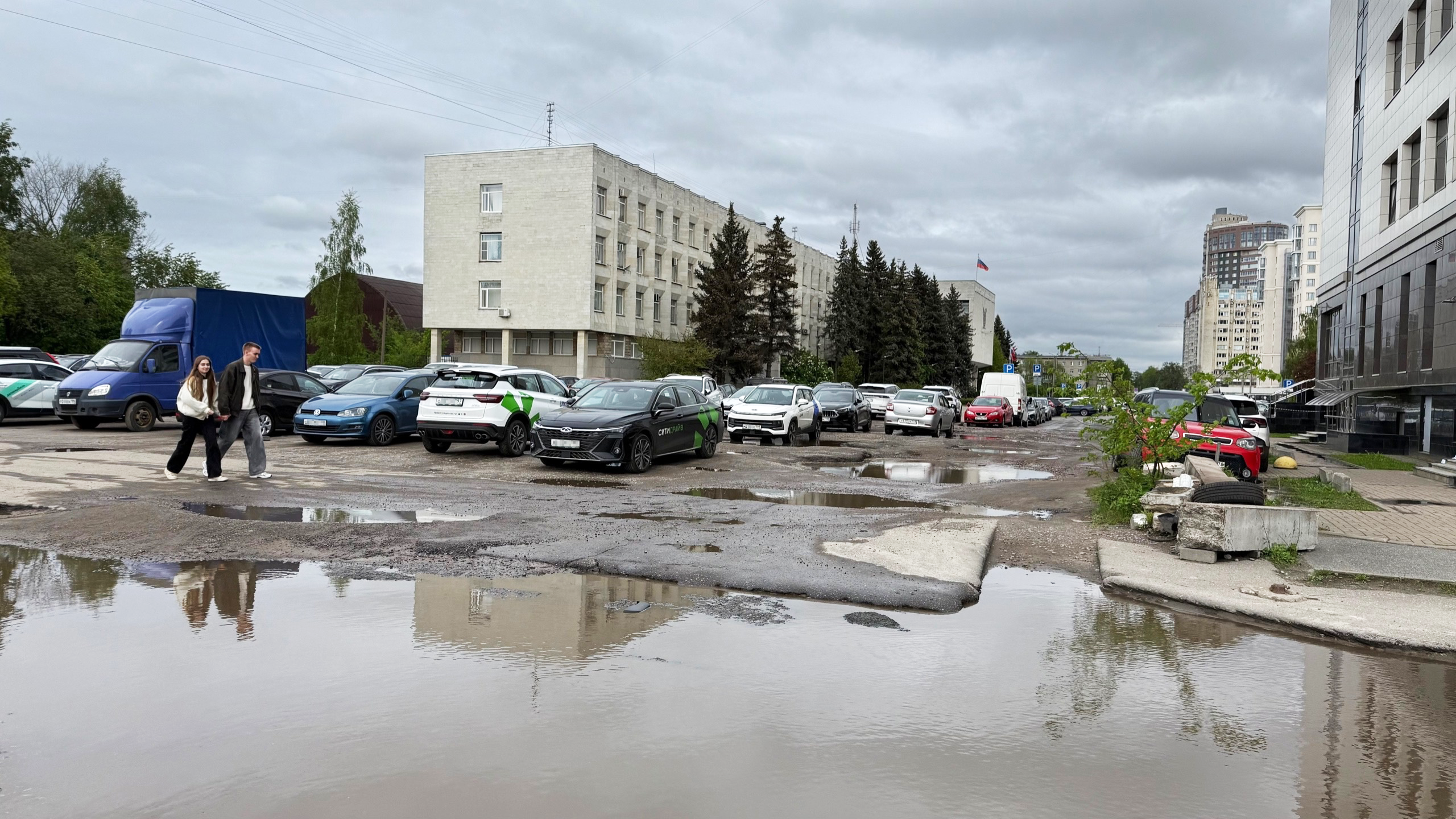
Территория рядом со зданием Администрации Приморского района Санкт-Петербурга в мае 2025 года. Административное здание построено в 1977 году, архитектор Фёдоров Е. Б.

Приморский район является одним из важнейших районов Петербурга по объёму инвестиций местного производства, обороту и прибыли, энергетического производства, пищевой промышленности, производства стройматериалов, изделий бытовой и промышленной химии. Промышленность Приморского района представлена пятью основными направлениями производств важнейших видов продукции:
- энергетика;
- химическая и нефтехимическая промышленность;
- пищевая промышленность;
- строительные материалы;
- товары культурно-бытового назначения.

Среди крупных промышленных предприятий, расположенных на территории района, называют:
- АО «Климов»
- Ленгидропроект
- НПП «Радар ммс»
- Северный завод
- Абразивный завод
- завод «Метробетон»
- завод компании «Чупа-Чупс»
- фабрика «Бритиш Америкэн Тобакко-СПб»

Приморский район также лидирует по развитию торгово-развлекательного центра, в котором сосредоточено 16-18 % от всей торговой недвижимости города. Несмотря на то, что район считается спальным, он идёт по пути становления новым деловым центром города, главной точкой опоры которого должен стать будущий небоскрёб — Лахта-центр. Сейчас активно рассматриваются проекты по замене промышленных зон на технопарки и деловые центры. В районе представлены фактически все виды петербургских гипермаркетов, торговых центров, которых насчитывается уже более 60, и их число продолжает быстро увеличиваться.
По объёму инвестиций в основной капитал за период январь-октябрь 2007 года Приморский район занимает 3-е место в Санкт-Петербурге.

## Жильё
По данным на февраль 2014 года Приморский район охарактеризован как динамично развивающийся и достаточно молодой. Основная часть района представлена панельными домами брежневской эпохи. Юго-восточная часть района представлена самым старым жилым фондом; 5-этажными кирпичными сталинками и реже хрущёвками. Самыми престижными постройками признаны немецкие коттеджи, расположенные в районе Чёрной речки, а также район коттеджей и частных домов Коломяги Западная часть и Лахтинского залива состоит преимущественно из многоэтажных панельных домов, построенных в XXI веке. Ежегодно в районе строится до 30 % всех новостроек города.
По итогам 2016 года Приморский район занял второе место по объёму ввода жилья в Петербурге: за год здесь было построено 117 домов на 8 021 квартиру, или 435 671,7 м². В первом квартале 2017 года Приморский район стал лидером по этому показателю с 268 513 м² сданных квартир. Всего на май 2017 года в районе строится больше 20 жилых комплексов, в стадии проектирования — ещё 10.

## Преступность
Как в России и Петербурге в целом, в 1990-е годы в Приморском районе преступность была очень высокой, на улицах в больших количествах можно было встретить гопников, наркоманов и членов преступных группировок. В 1997—1998 годах здесь орудовал серийный убийца Александр Артёмов, убивший 3 школьниц.
Основные крупные преступления здесь приходятся на экономические мотивы и торговлю наркотиками. Промышленные зоны вместе с прилегающими к ним территориями периодически становятся убежищем для злоумышленников, совершающих уличные грабежи, автомобильные и квартирные кражи. Наиболее опасной категорией считаются мужчины 20-39 лет, не имеющие постоянный источник доходов, часть из которых совершает преступную деятельность, чтобы заработать деньги на наркотики, также значительная часть преступников приходится на мигрантов и нелегалов. По официальной статистике 2013 года на 100 000 человек за год пришлось 446 преступлений. Среди районов Петербурга это самый низкий показатель (самый высокий в Адмиралтейском районе — 889). Виновниками значительной части незначительных и бытовых преступлений становятся недавние жители коммуналок, получившие от государства квартиры в новостройках Приморского района. С каждым годом уровень преступности продолжает снижаться, особенно это касается уличных преступлений, совершённых в состоянии алкогольного опьянения, изнасилований, грабежей, разбоев, однако ситуация с угонами машин, национальными преступлениями и транспортными происшествиями не становится лучше.

## Достопримечательности
Именно на территории вблизи Чёрной речки в Приморском районе в 1837 году состоялась дуэль Пушкина с Дантесом, на месте которой в 1937 году установлен памятник-обелиск, где традиционно проводятся Дни памяти поэта.
Другими важными достопримечательностями района являются: Благовещенская церковь, построенная в XIX веке, дача Шишмарёва на Приморском проспекте, где теперь находится детская художественная школа, и буддийский храм «Дацан Гунзэчойнэй» (единственный в европейской части России и самый северный буддийский храм в мире). Сегодня в Приморском районе действует 19 православных церквей и часовен. В 2009 году была открыта мечеть на 1000 молящихся на Коломягах.
На территории Лахты был найден знаменитый Гром-камень, который стал постаментом для памятника Петру I. Когда-то в районах Ольгино, Лахте, Коломягах, Лисьем Носу находилось множество красивых усадеб, большинство из которых было утеряно после революции, Великой Отечественной войны и вследствие халатности советских властей.
Сейчас ведётся строительство крупного православного собора в неовизантийском стиле на пересечении Планерной и Долгоозёрной улиц, что также вызывает негативную реакцию у жителей близлежащих домов.
Другие достопримечательности:
- Строгановская дача
- Дача Салтыковой
- Реставрационно-хранительский центр Эрмитажа
- Серафимовское кладбище

## Отдых и развлечения
На территории района расположено несколько скейт-парков:
- Деревянный скейт-парк в парке 300-летия Санкт-Петербурга (2015 г.);
- Спортивный кластер «СПОТПОДМОСТОМ» по адресу Коломяжский пр.10 лит. Д (2020 г.);
- Деревянный скейт-парк на Планерной улице 41/2 (2017 г.);
- Памп-трек в ЖК Граффити по адресу пр. Королёва, 59 корпус 4 (2018 г.).

## Внутригородские муниципальные образования

Здание администрации Приморского района

В границах Приморского района Санкт-Петербурга располагаются 8 внутригородских муниципальных образований, в том числе 7 муниципальных округов и 1 посёлок:
| № | Флаг | Герб | Статус ВМО | Название ВМО           | Дата присвоения | Бывшее № название | Площадь, км² | Население, чел. (2025 г.) |
| - | ---- | ---- | ---------- | ---------------------- | --------------- | ----------------- | ------------ | ------------------------- |
| 1 |      |      | мун. округ | Лахта-Ольгино          | 05.02.1999      | МО № 64           | 31,00        | ↗15 968                   |
| 2 |      |      | мун. округ | № 65                   |                 | МО № 65           | 11,16        | ↗194 361                  |
| 3 |      |      | мун. округ | Ланское                | 24.01.2008      | МО № 66           | 7,84         | ↗70 883                   |
| 4 |      |      | мун. округ | Комендантский аэродром | 02.06.2000      | МО № 67           | 5,45         | ↗95 484                   |
| 5 |      |      | мун. округ | Озеро Долгое           | 30.06.2005      | МО № 68           | 5,50         | ↗92 572                   |
| 6 |      |      | мун. округ | Юнтолово               | 17.06.1998      | МО № 69           | 11,96        | ↗116 908                  |
| 7 |      |      | мун. округ | Коломяги               | 28.02.2011      | МО № 70           | 26,41        | ↗122 082                  |
| 8 |      |      | посёлок    | Лисий Нос              |                 |                   | 8,53         | ↗6596                     |

## Транспорт
Основные транспортные магистрали
- Приморское шоссе, ведущее на Федеральную трассу «Скандинавия»
- Комендантский проспект
- Богатырский проспект
- проспект Испытателей
- улица Савушкина
- проспект Авиаконструкторов
- Приморский проспект
- Коломяжский проспект
- Парашютная улица

Железнодорожные станции
Через район проходит железная дорога Сестрорецкого направления Октябрьской железной дороги со станциями:
- Новая Деревня
- Старая Деревня
- Яхтенная
- Лахта
- Ольгино
- Морская (недействующая)
- Лисий Нос

## Галерея

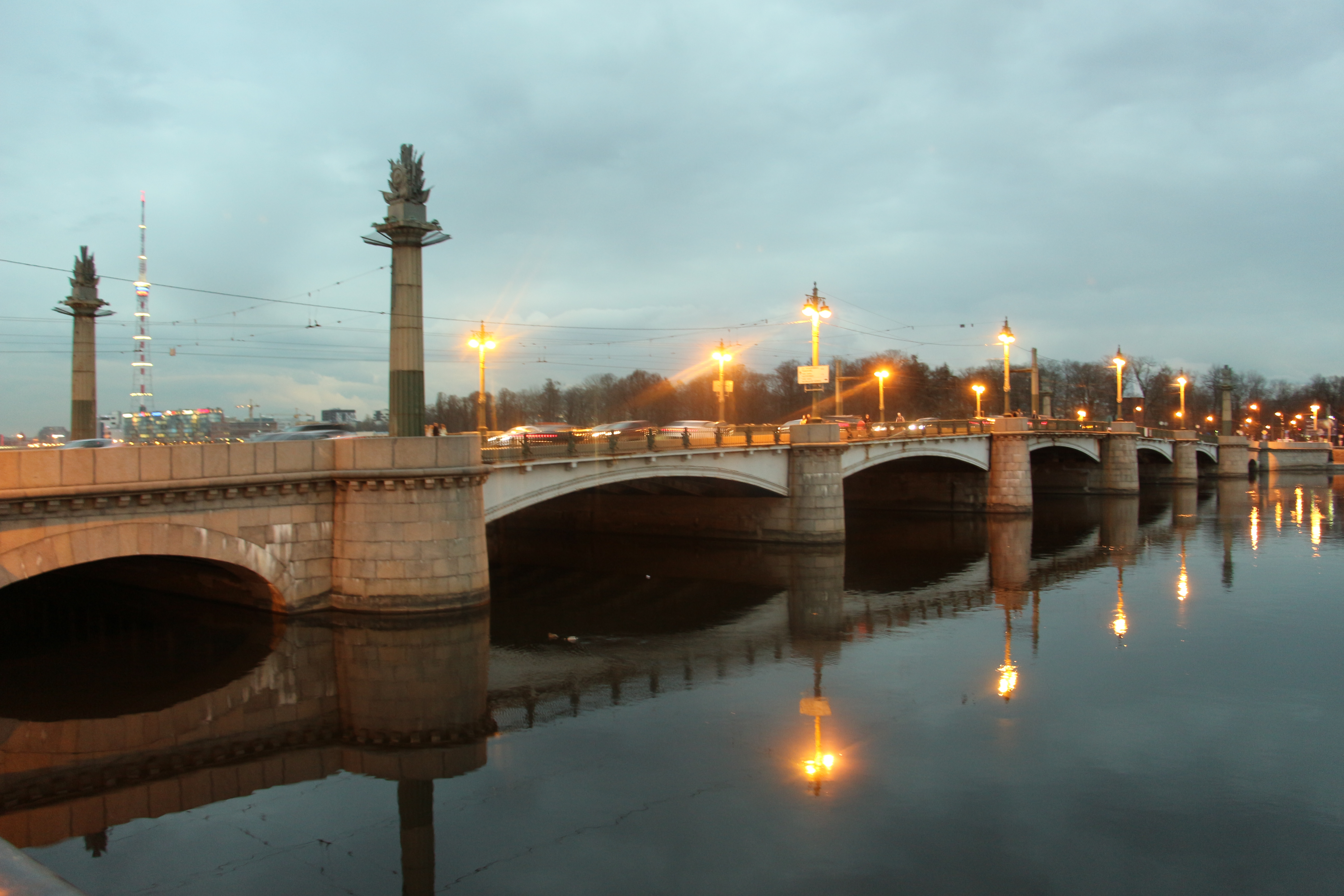
Ушаковский мост связывает Приморский и Петроградский районы
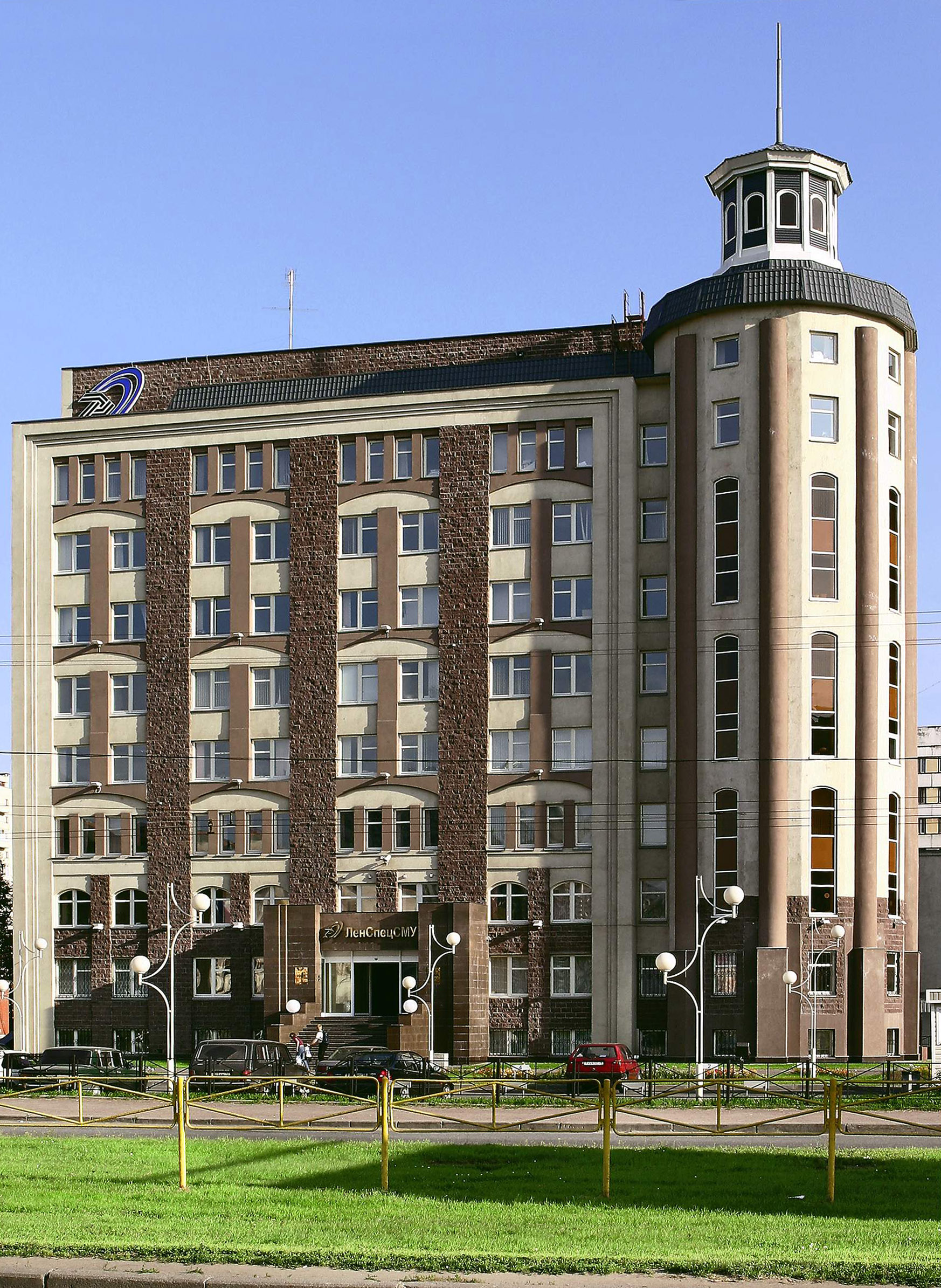
Богатырский проспект, бизнес-центр
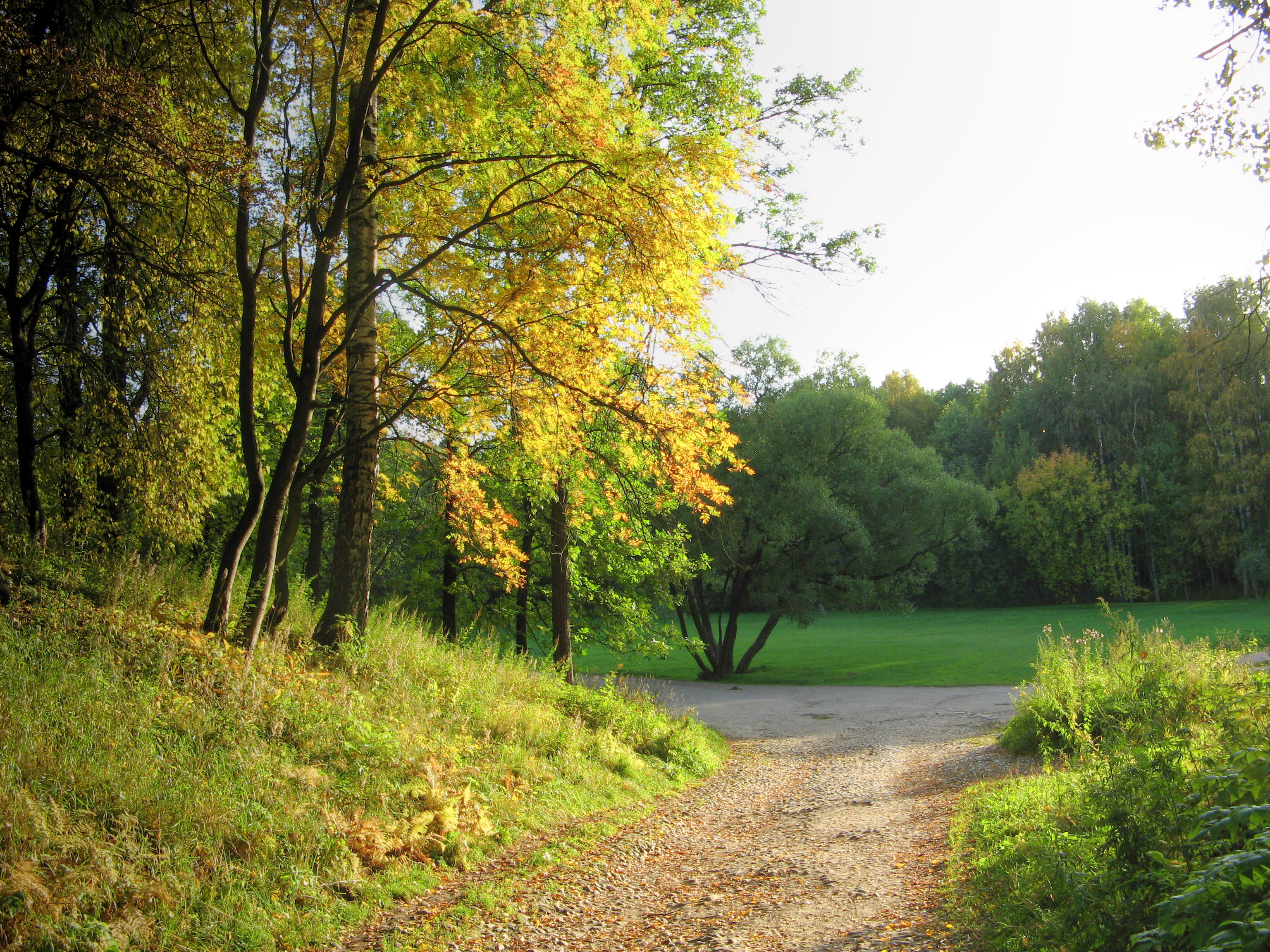
Удельный парк
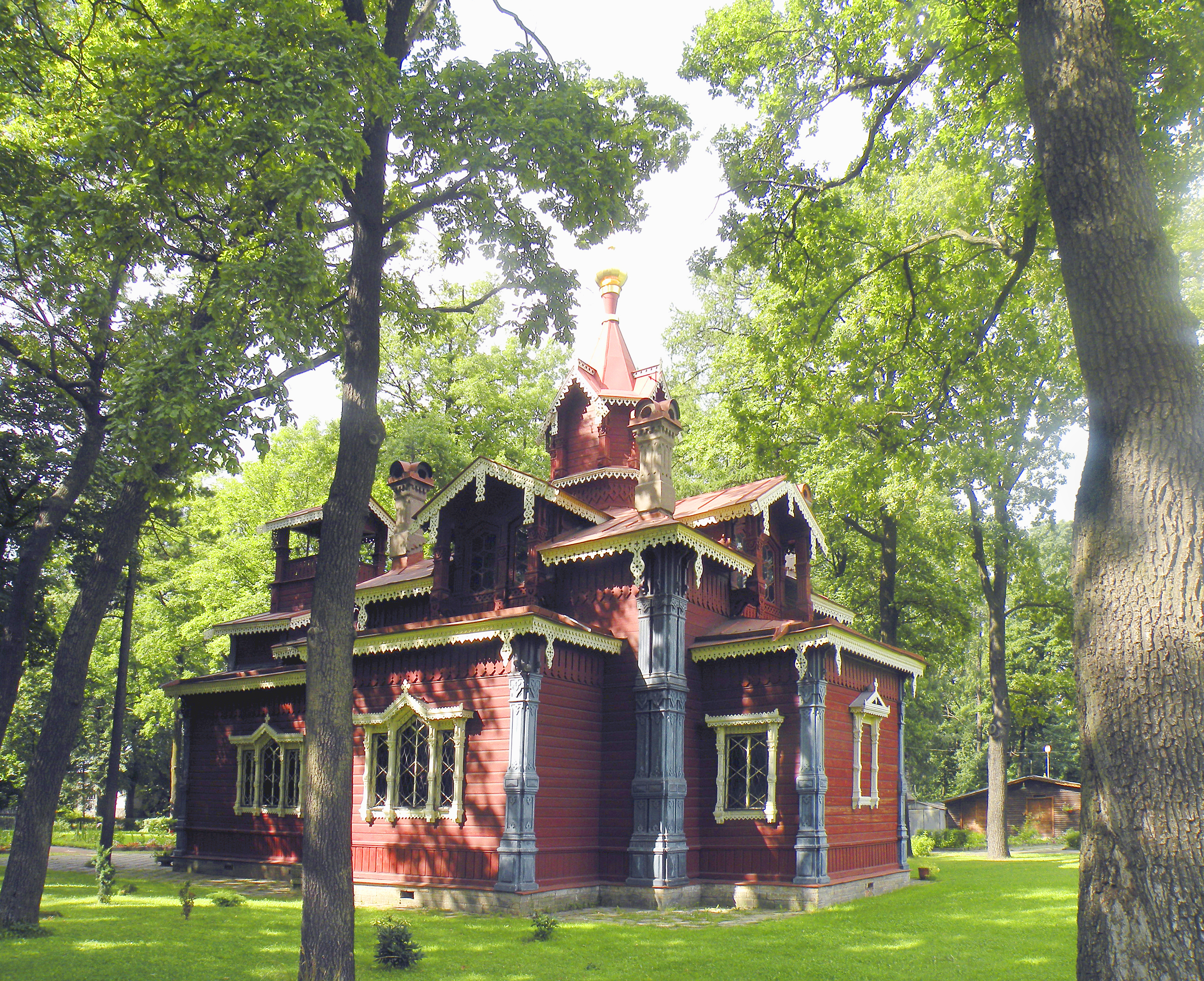
Церковь Пантелеймона Целителя при доме призрения душевнобольных
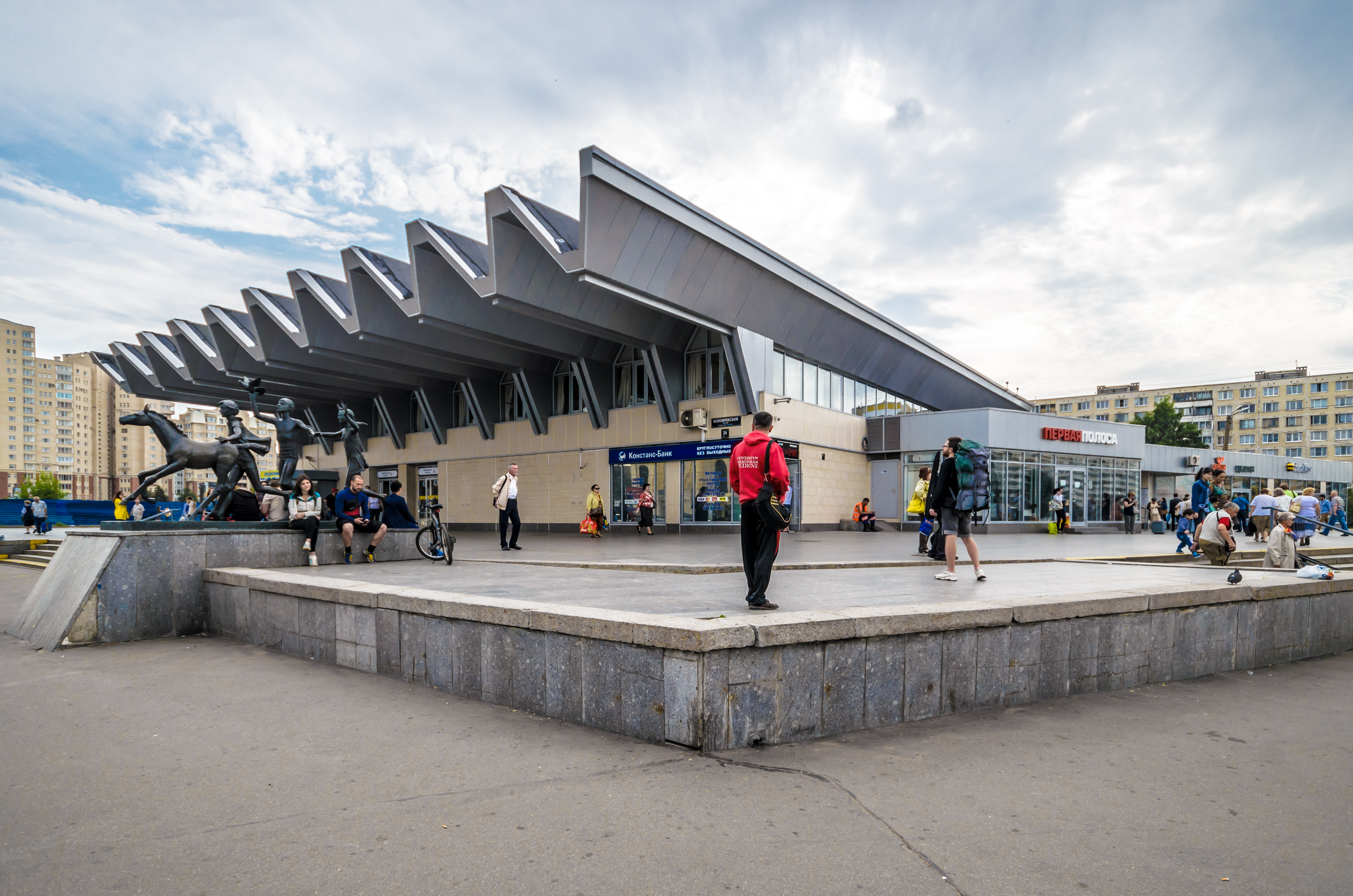
Станция метро «Пионерская»
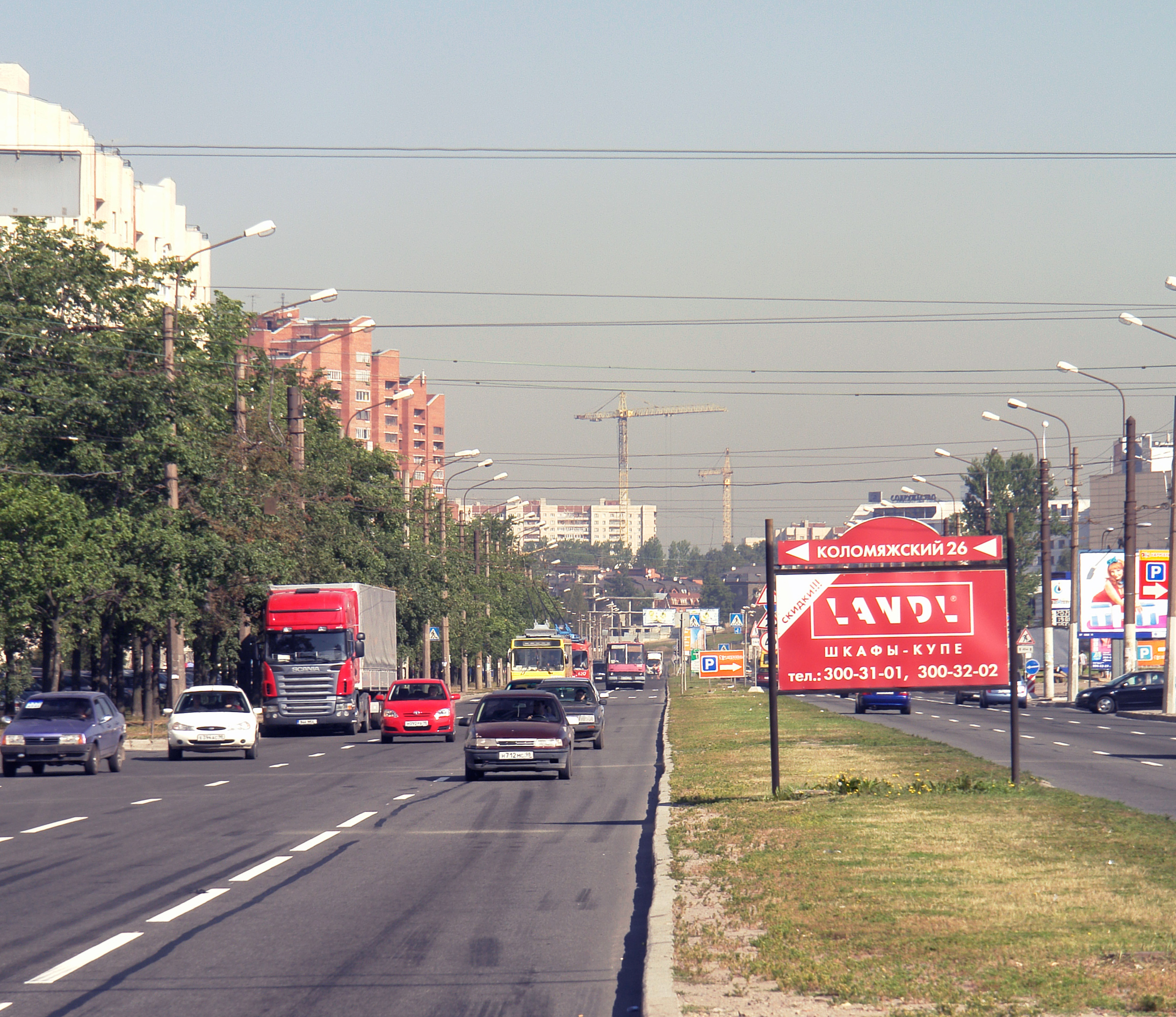
Коломяжский проспект
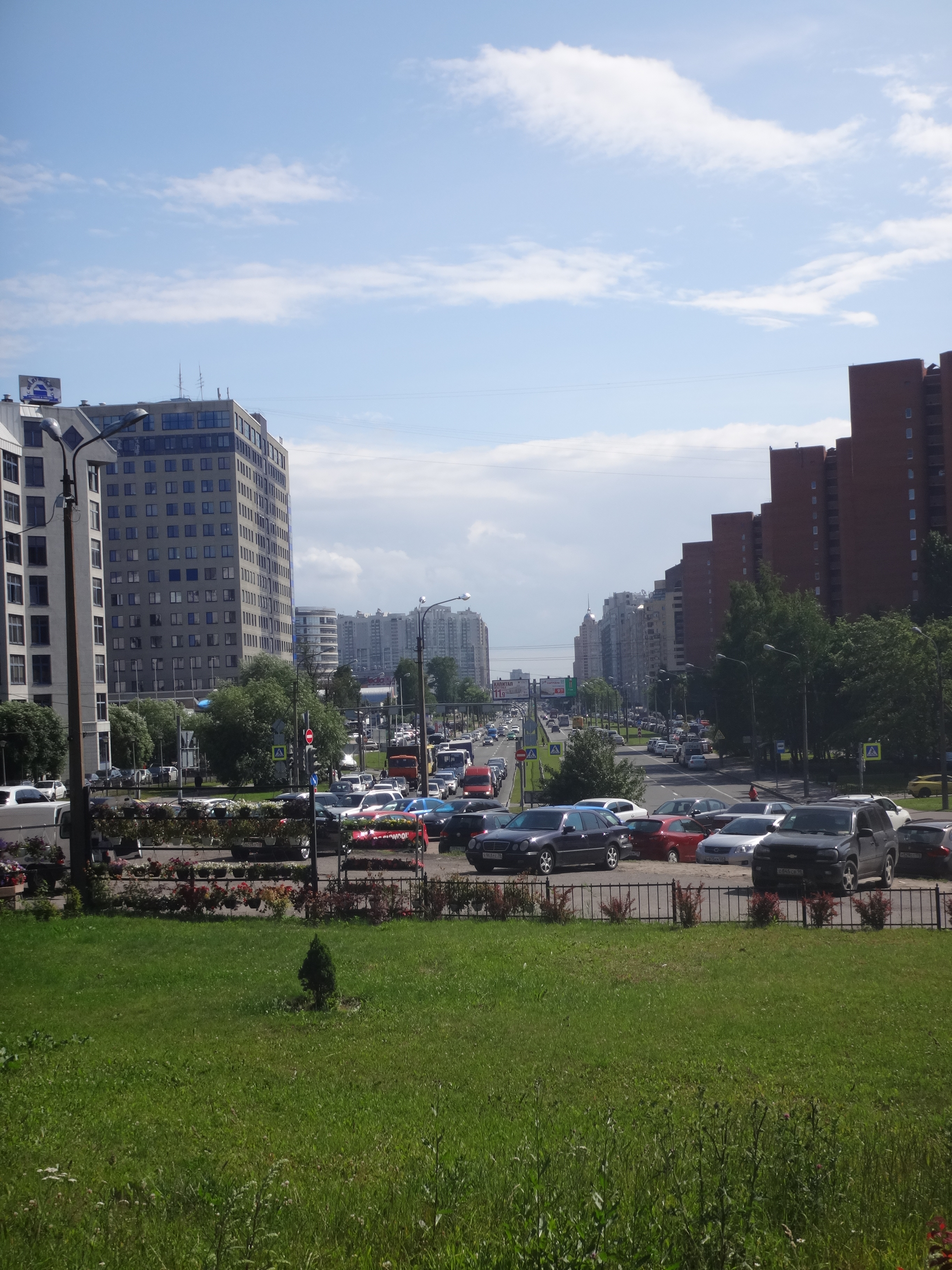
Коломяжский проспект в южном направлении
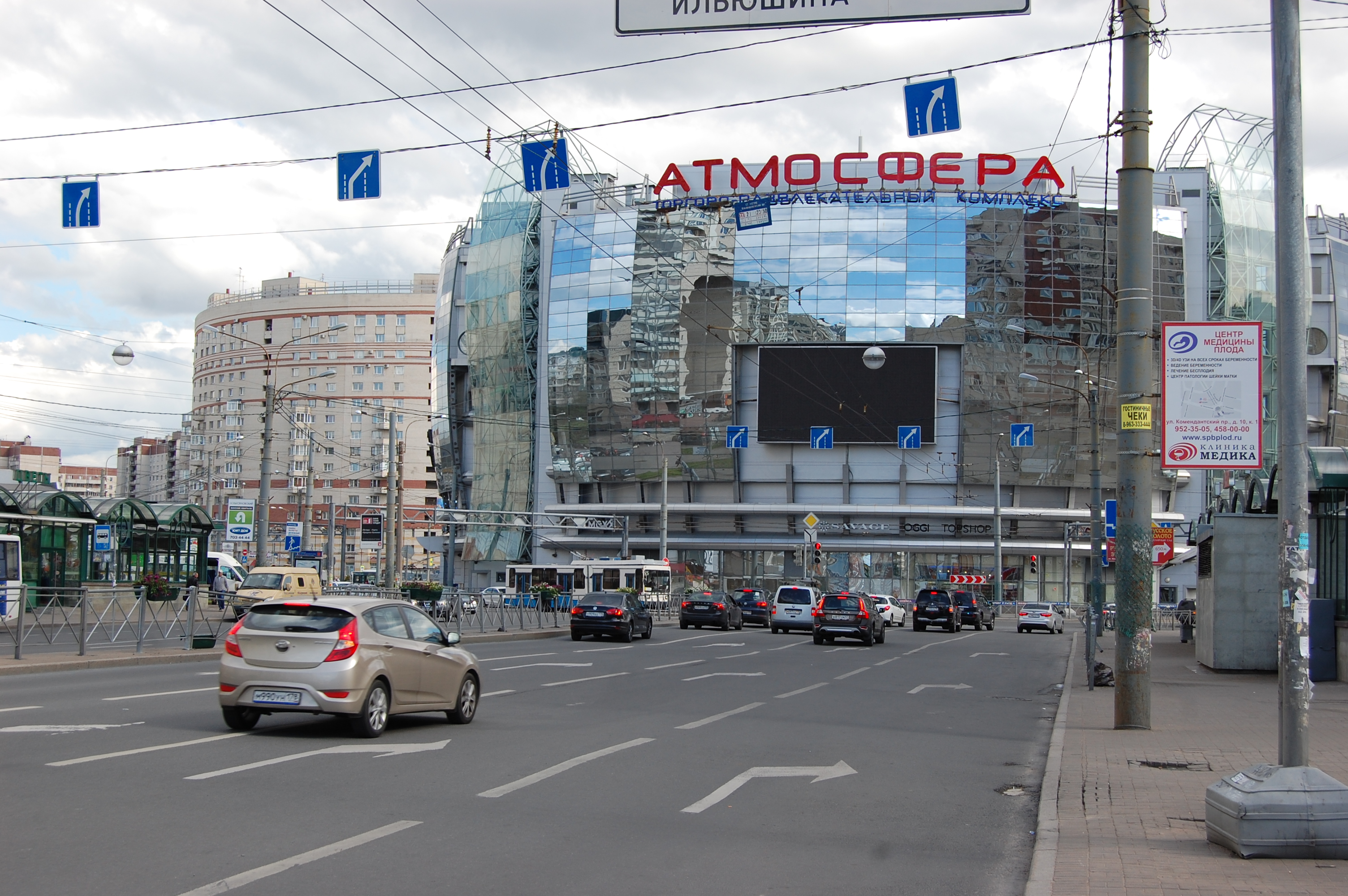
Комендантский проспект, торговый центр «Атмосфера»
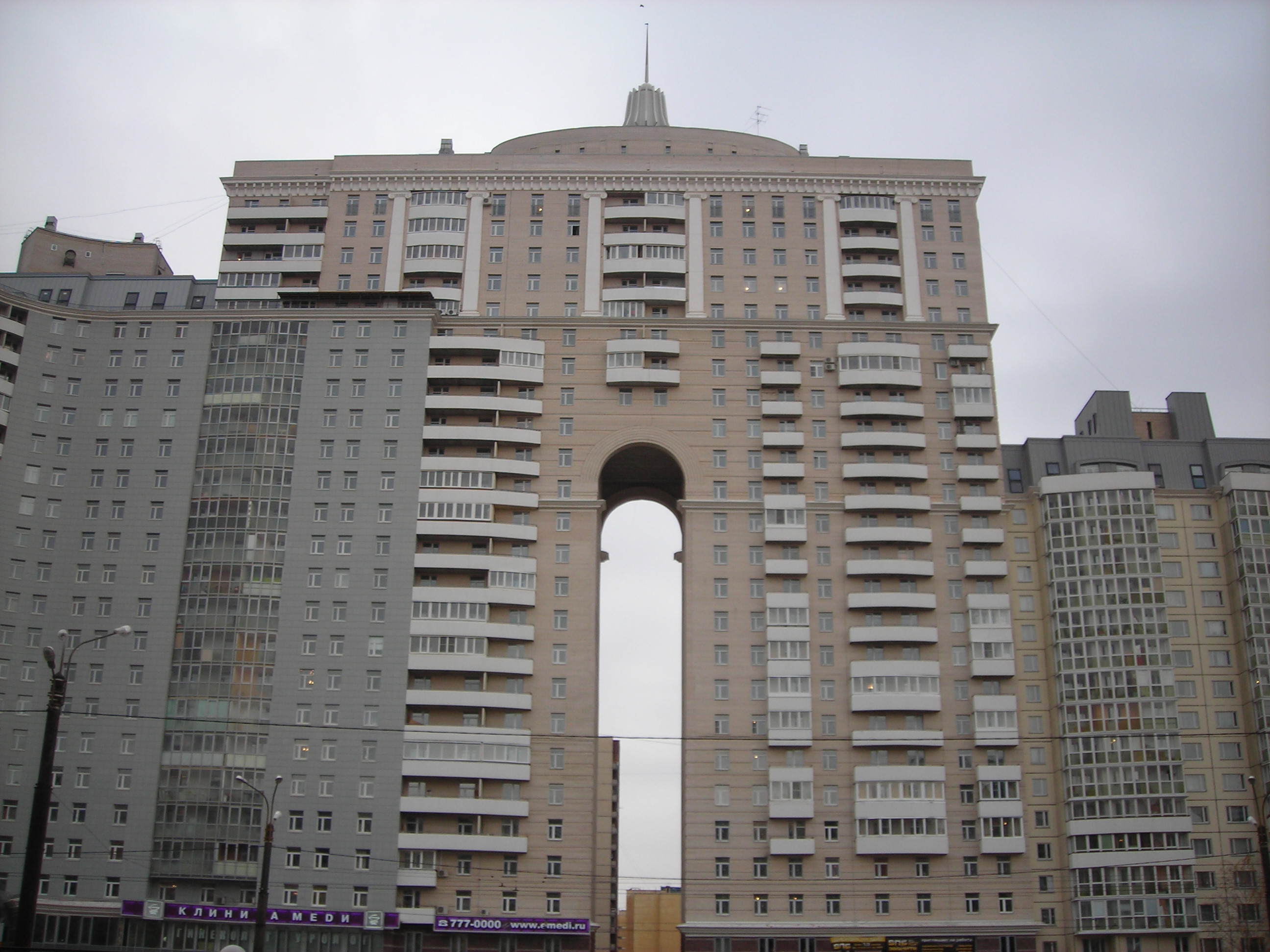
Жилой дом с аркой
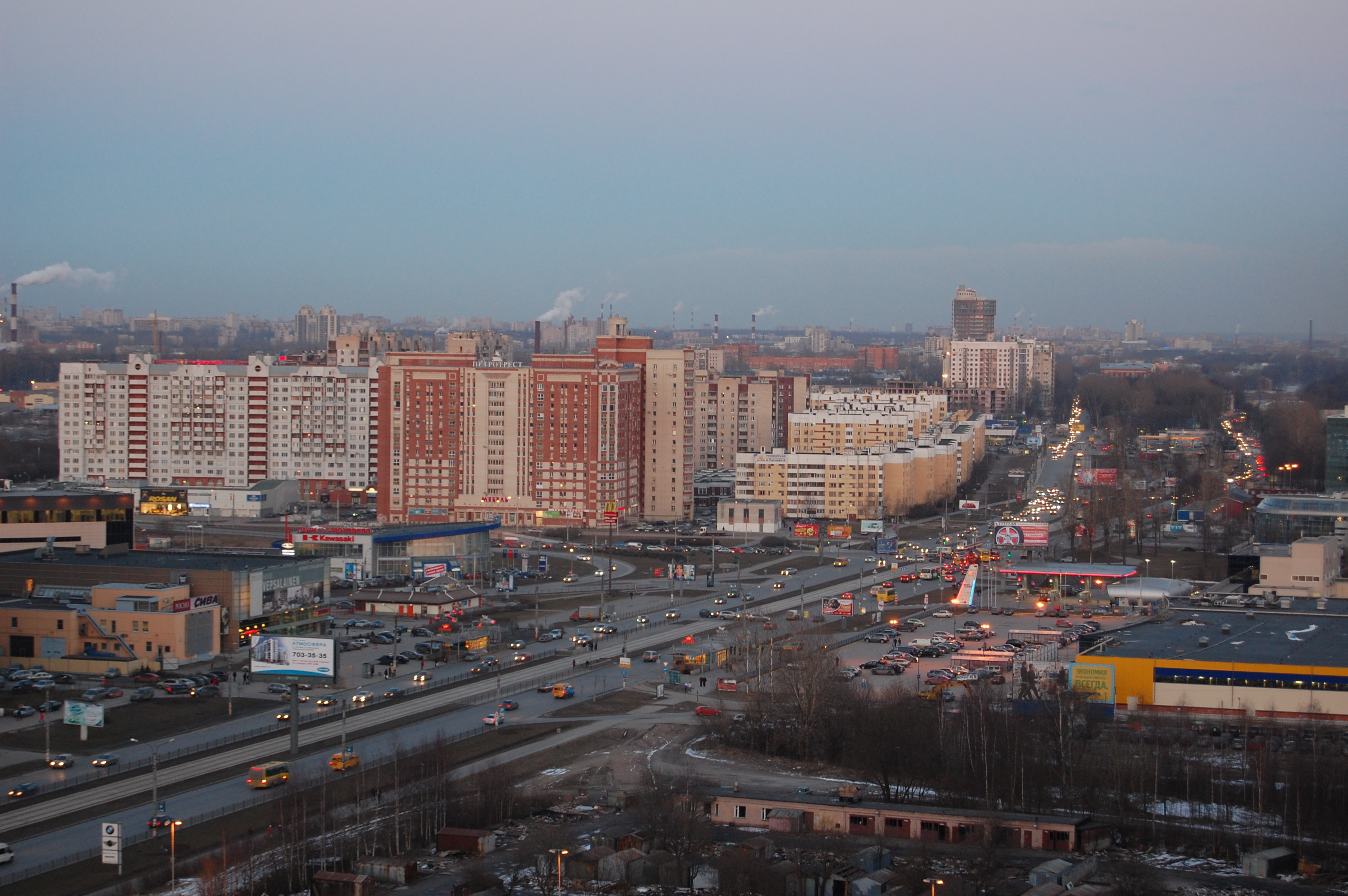
Улица Савушкина до строительства развязки ЗСД, 2008 год
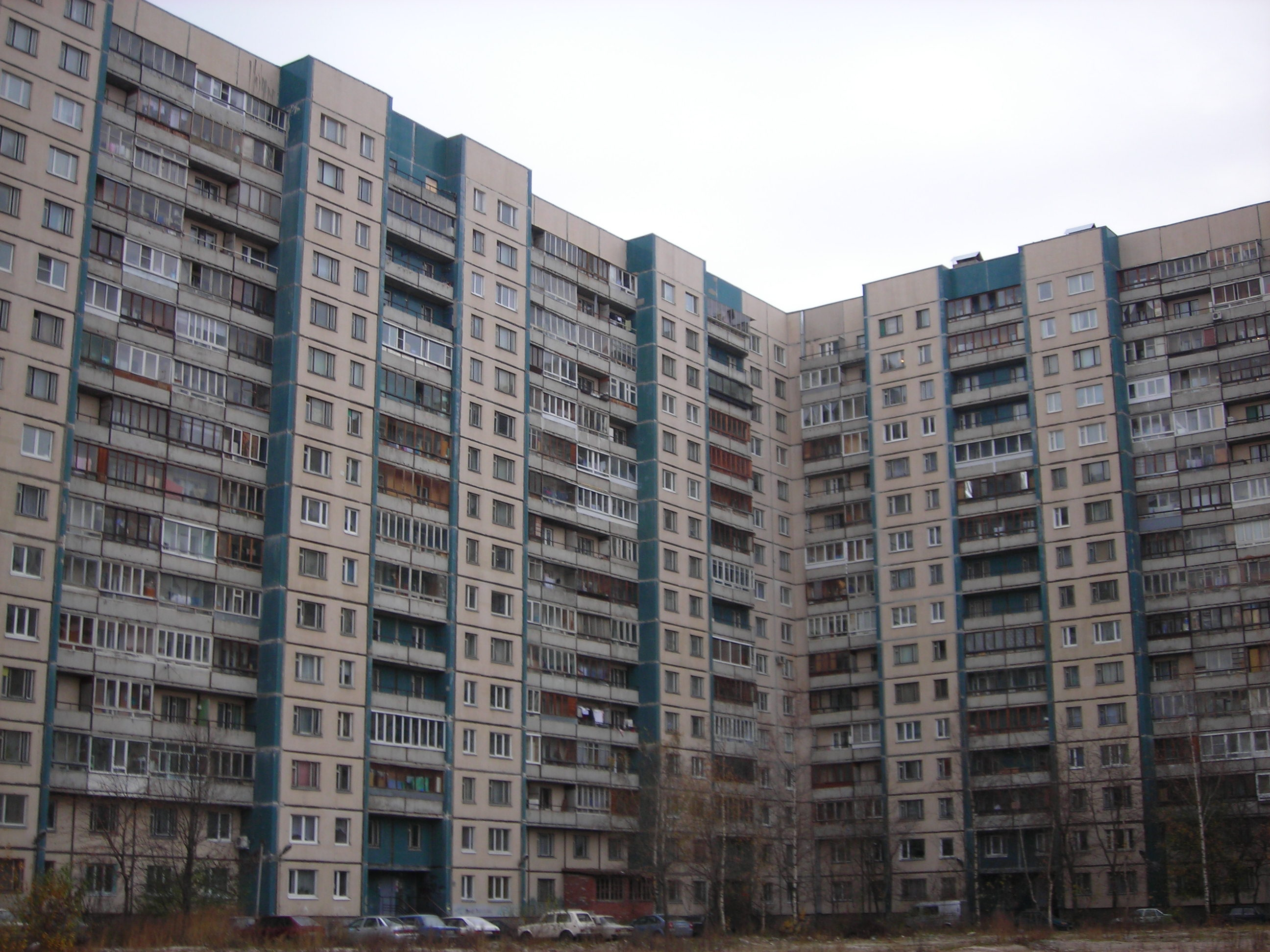
Значительную часть построек составляют панельные дома 137 серии
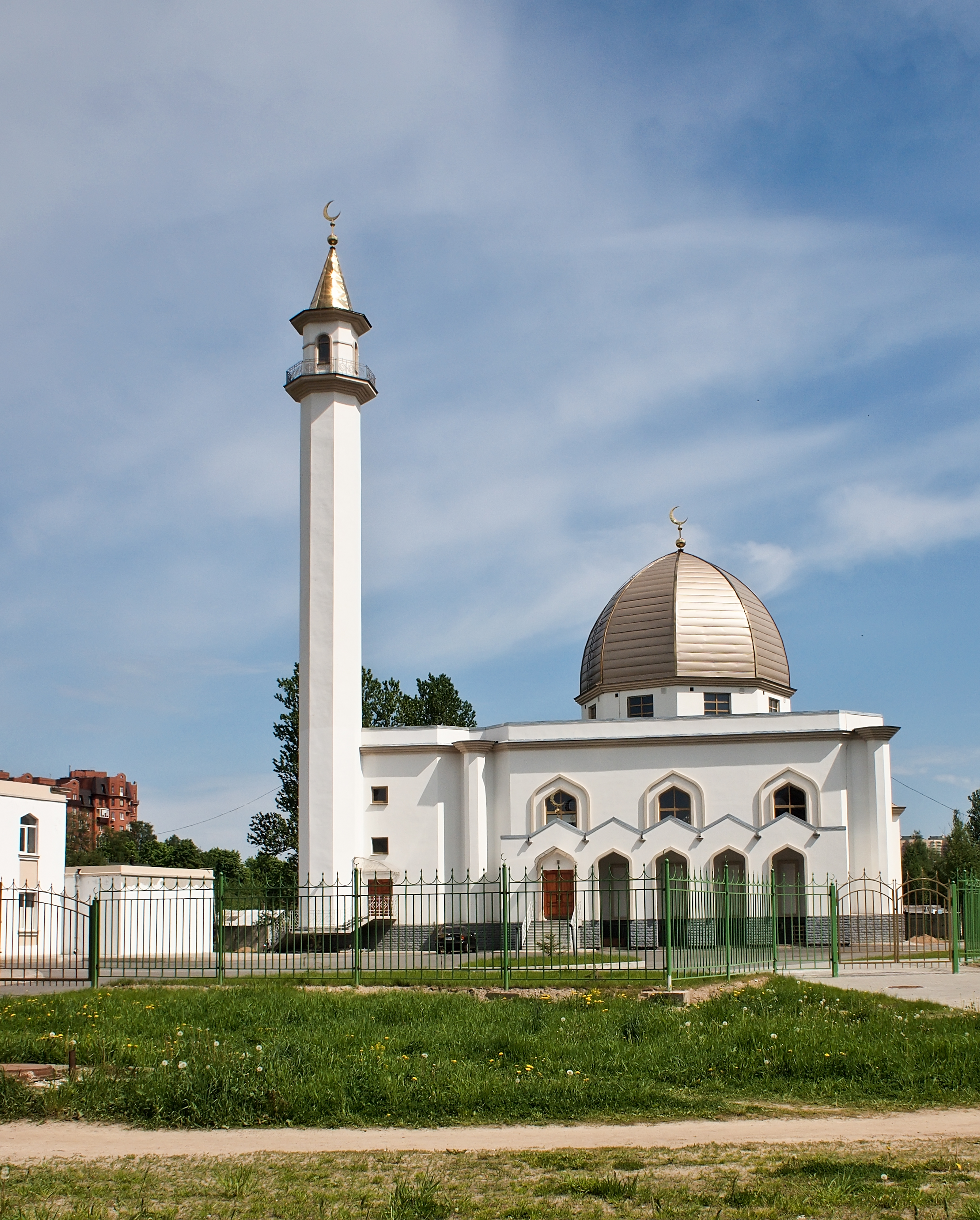
Коломяжская мечеть
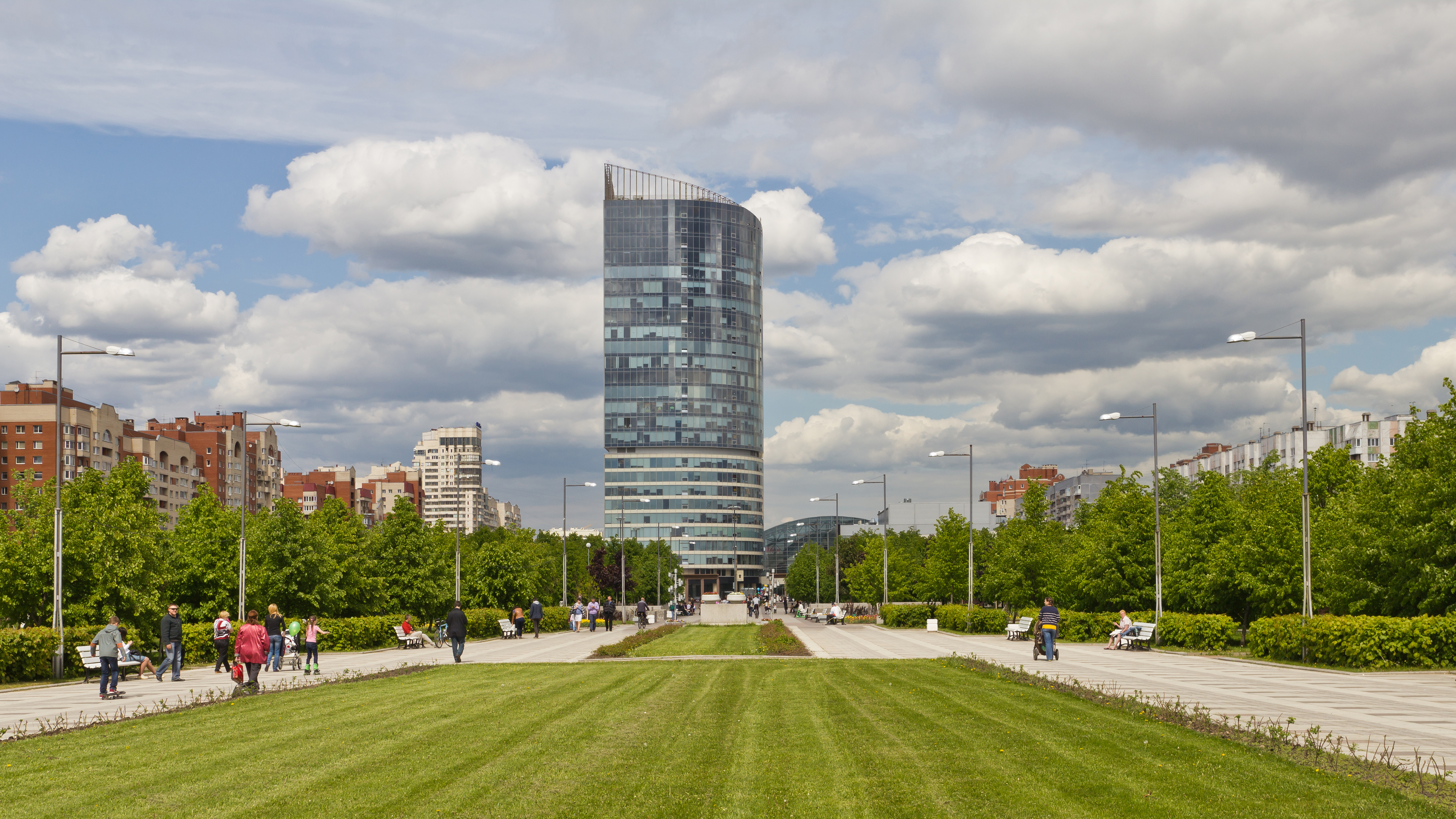
Парк 300-летия Санкт-Петербурга
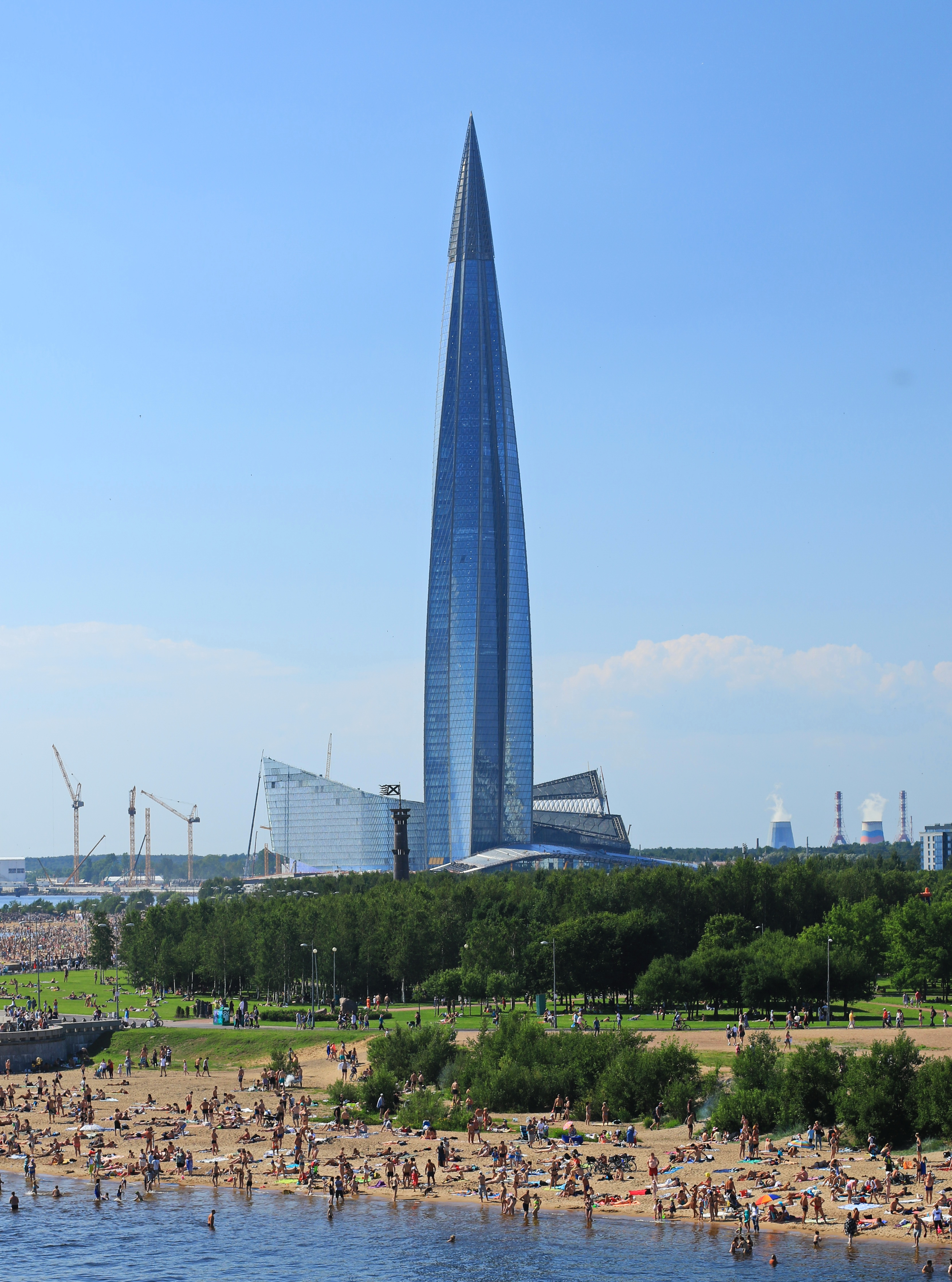
Лахта-центр
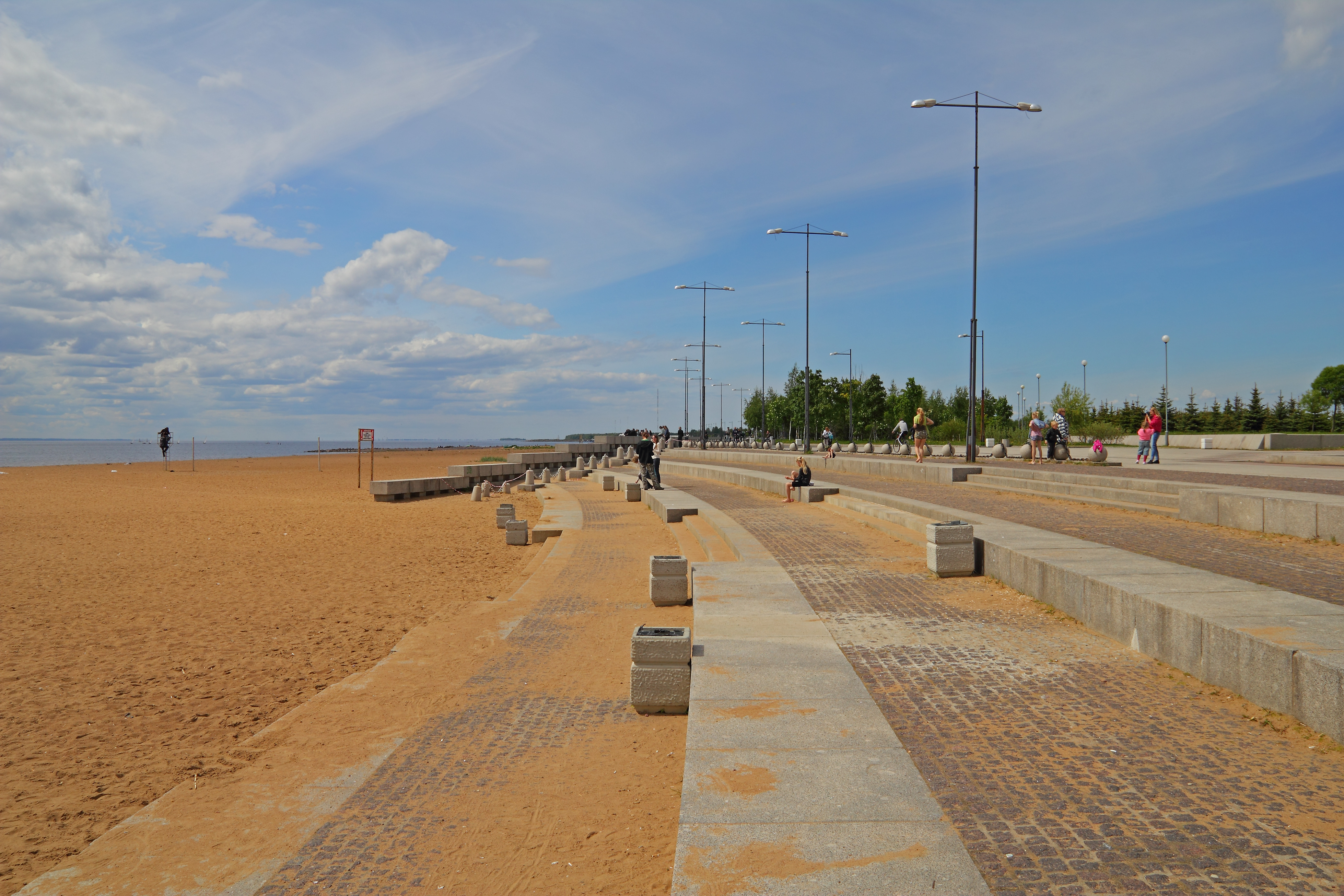
Финский залив
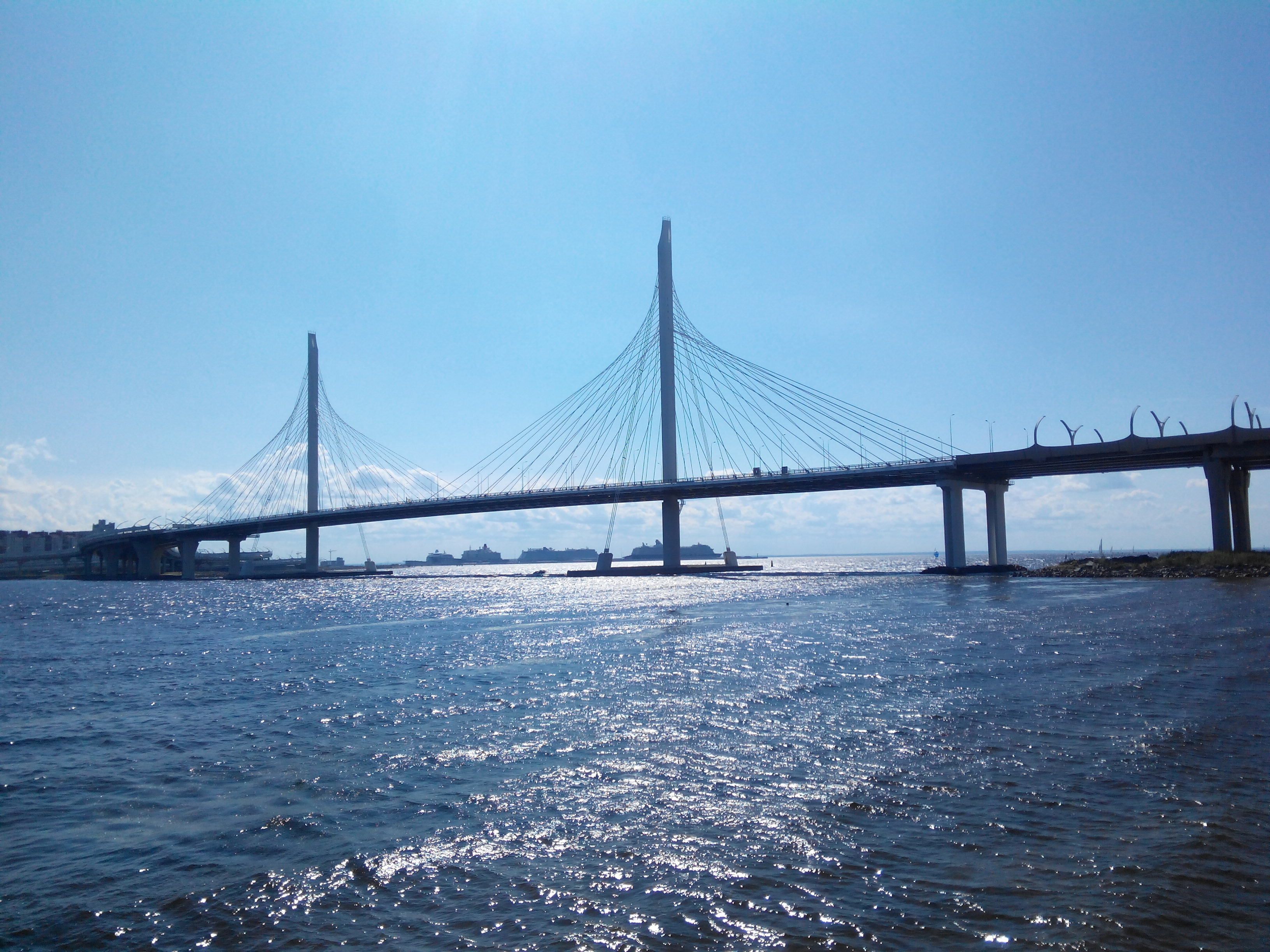
Вантовый мост ЗСД, соединяющий Приморский с Василеостровским районом
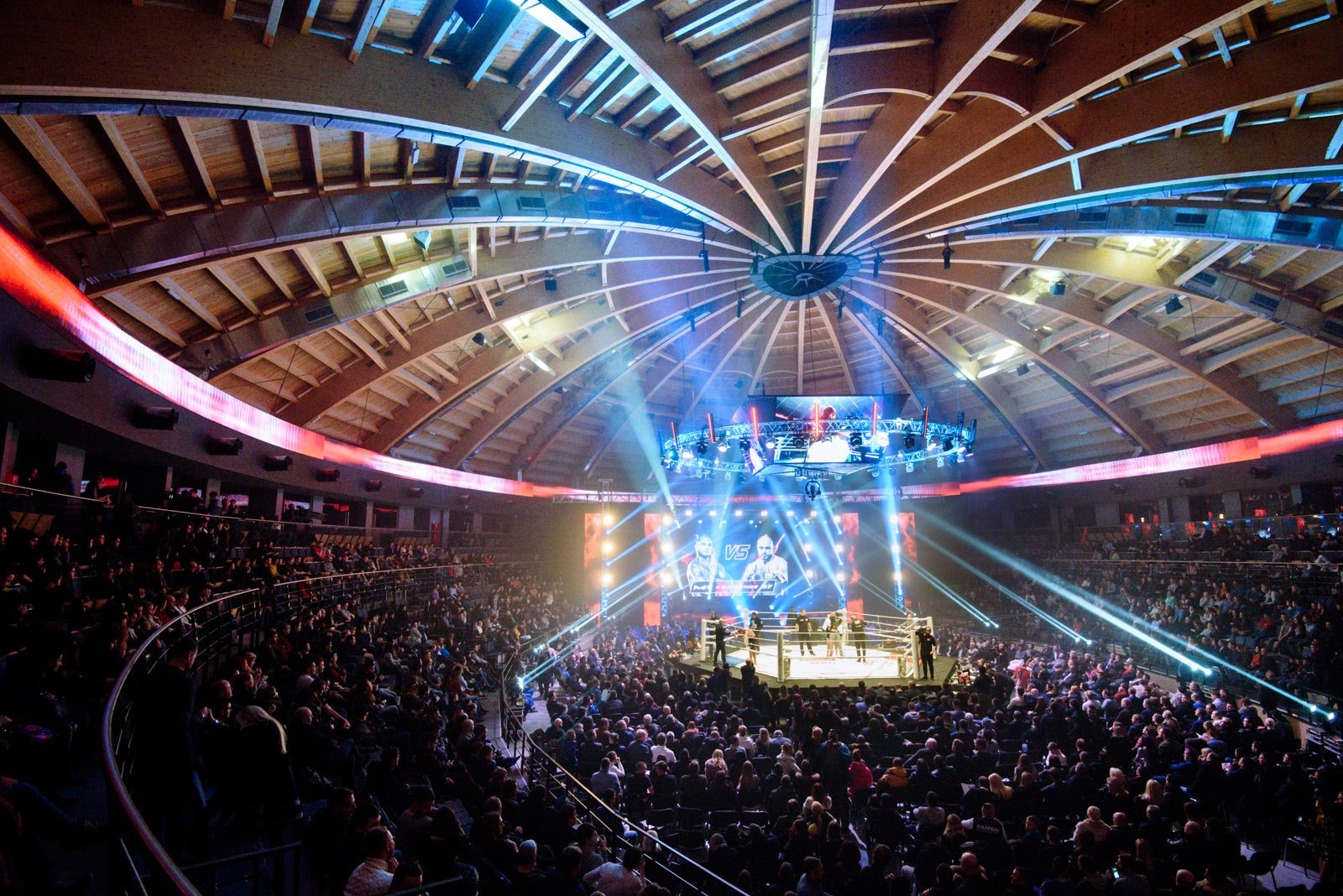
Тинькофф Арена
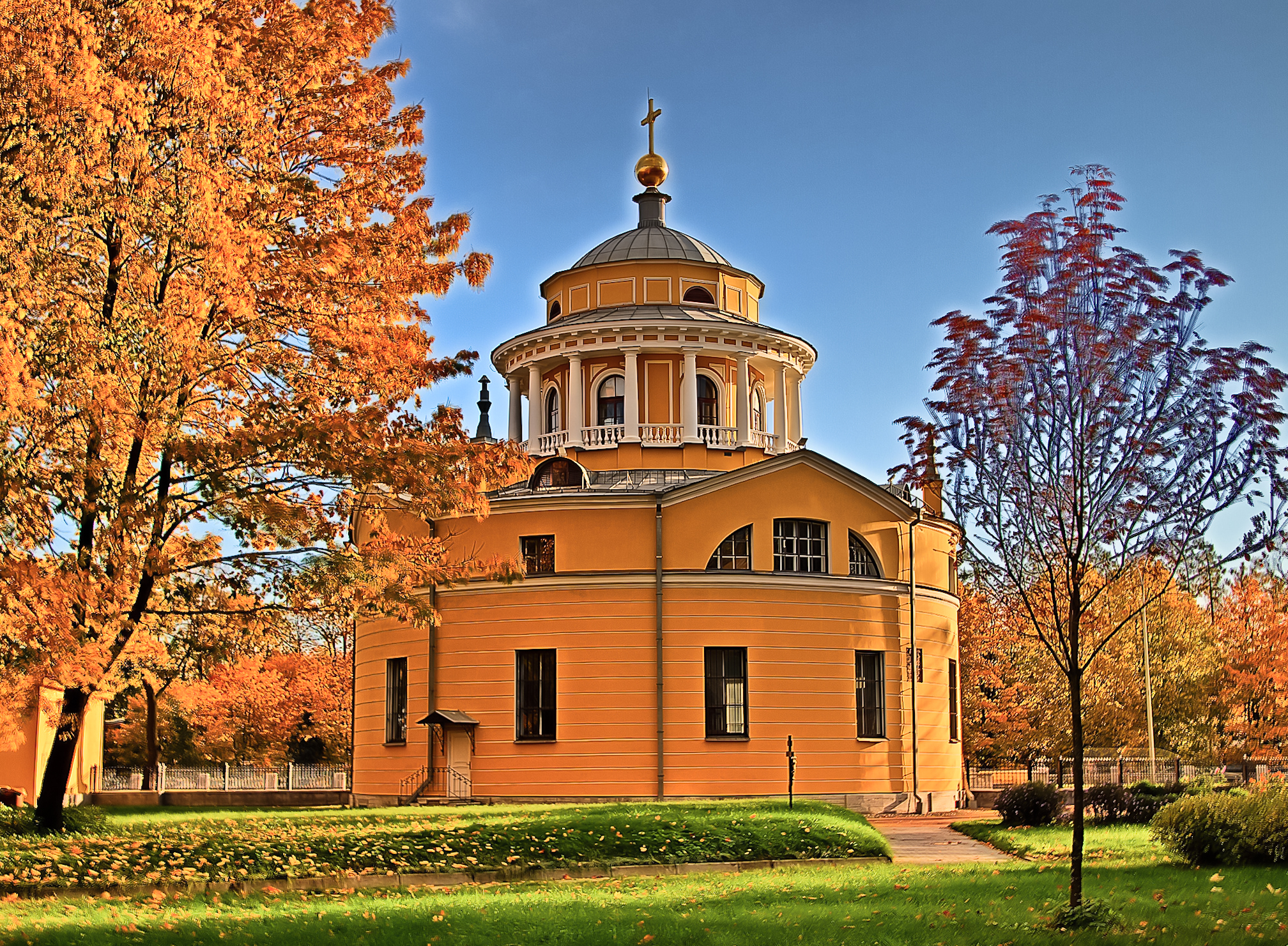
Благовещенская церковь
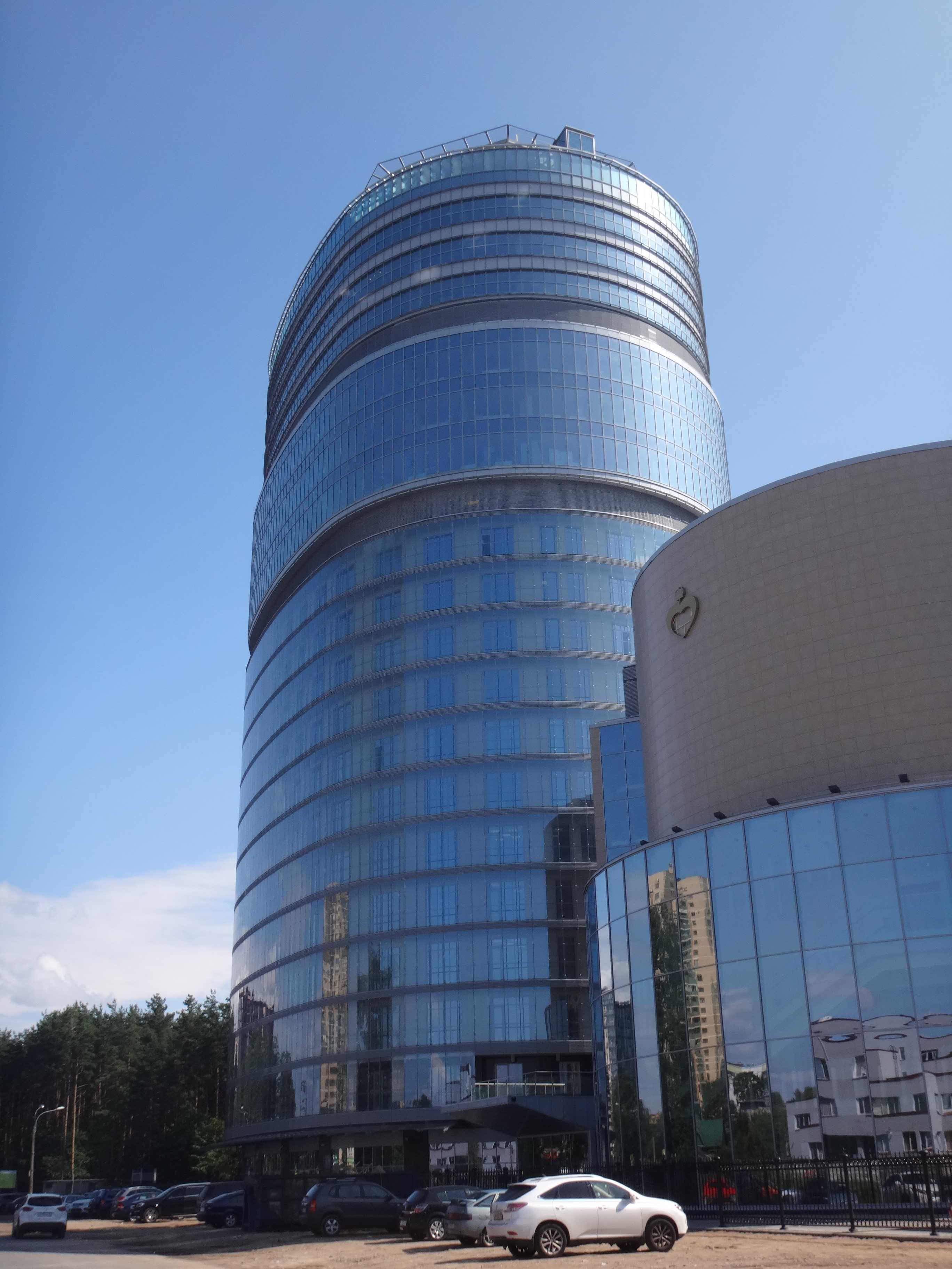
Клиника Алмазова
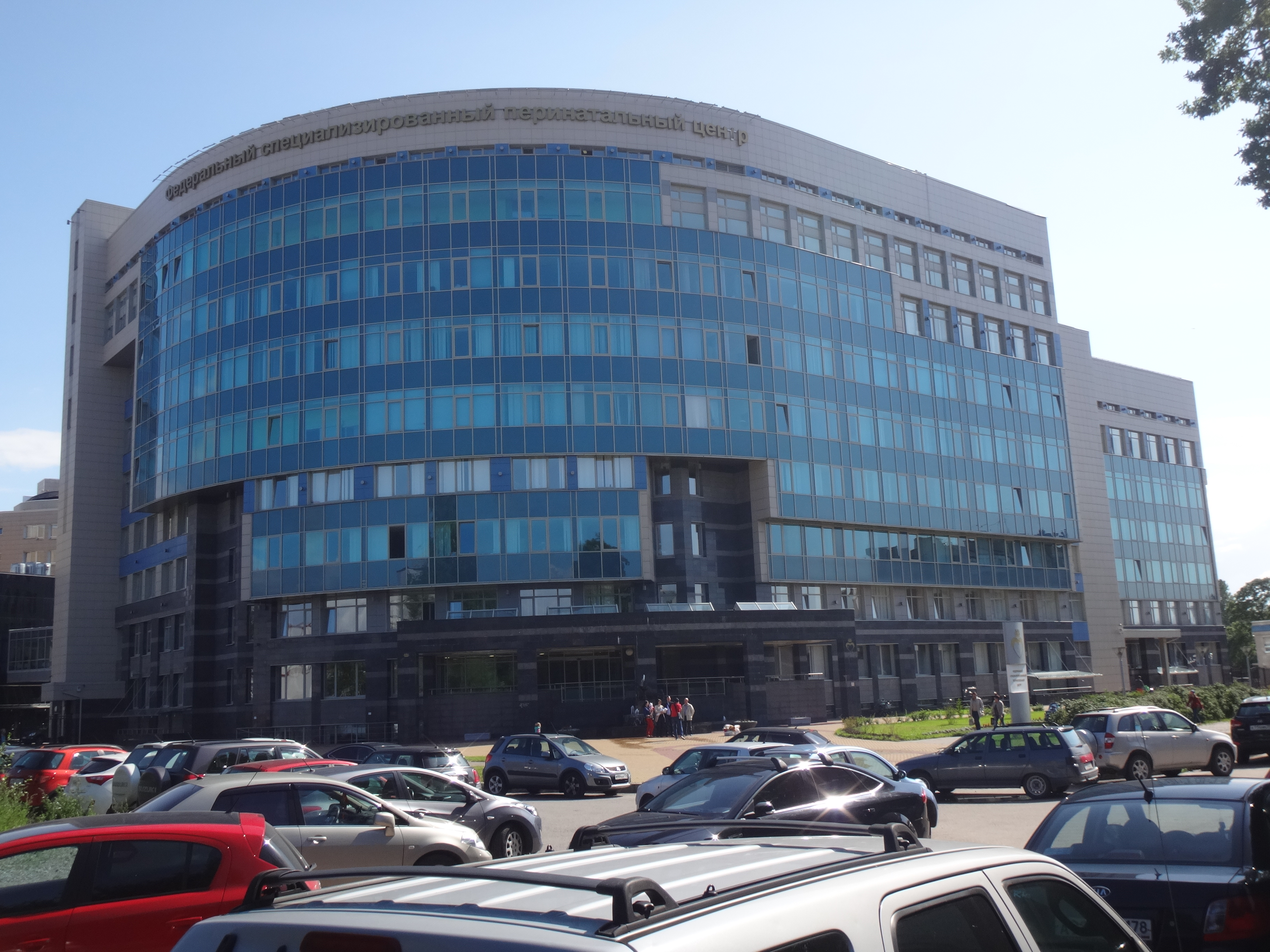
Федеральный специализированный перинатальный центр
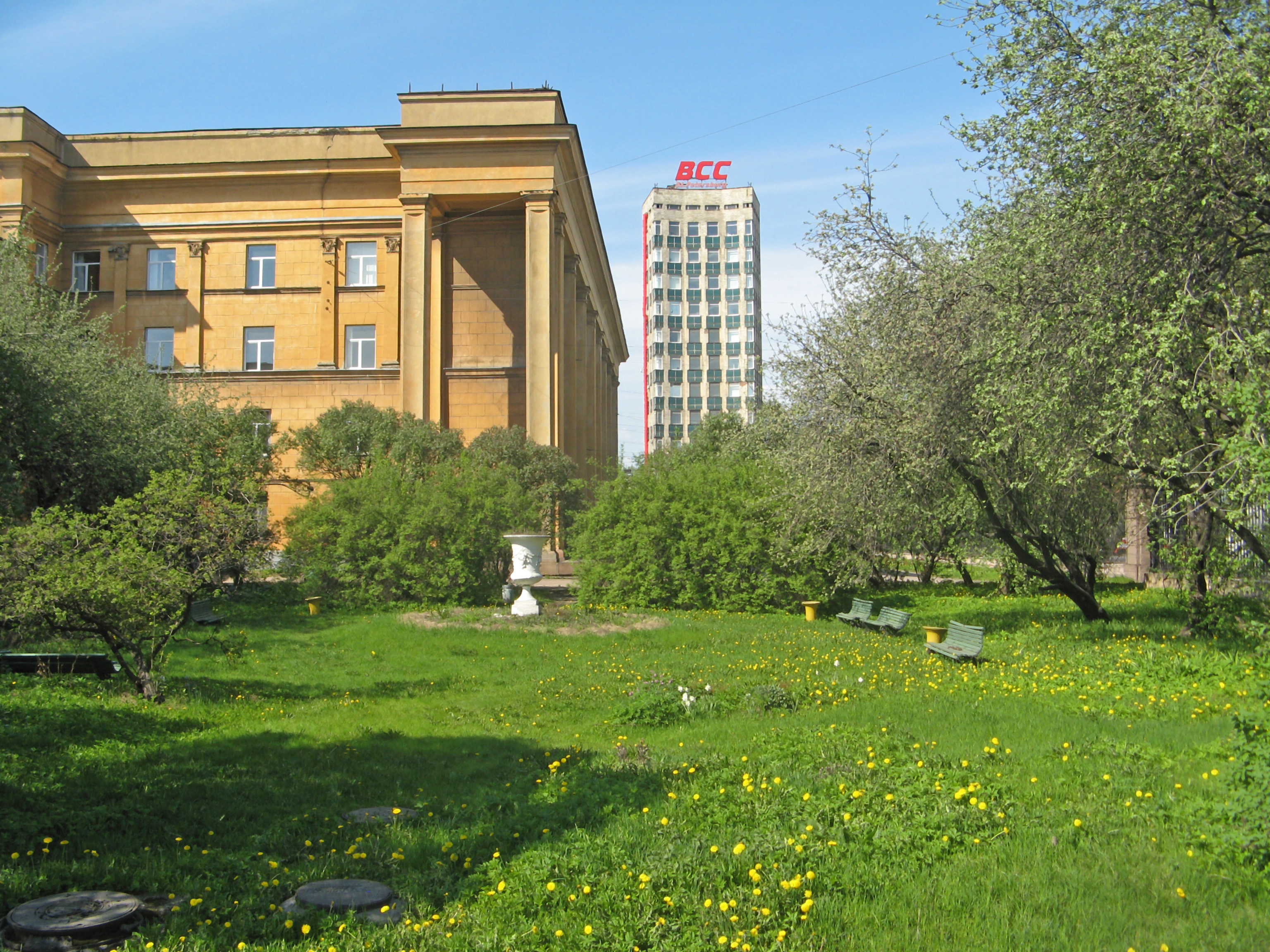
Сад КБ СМ
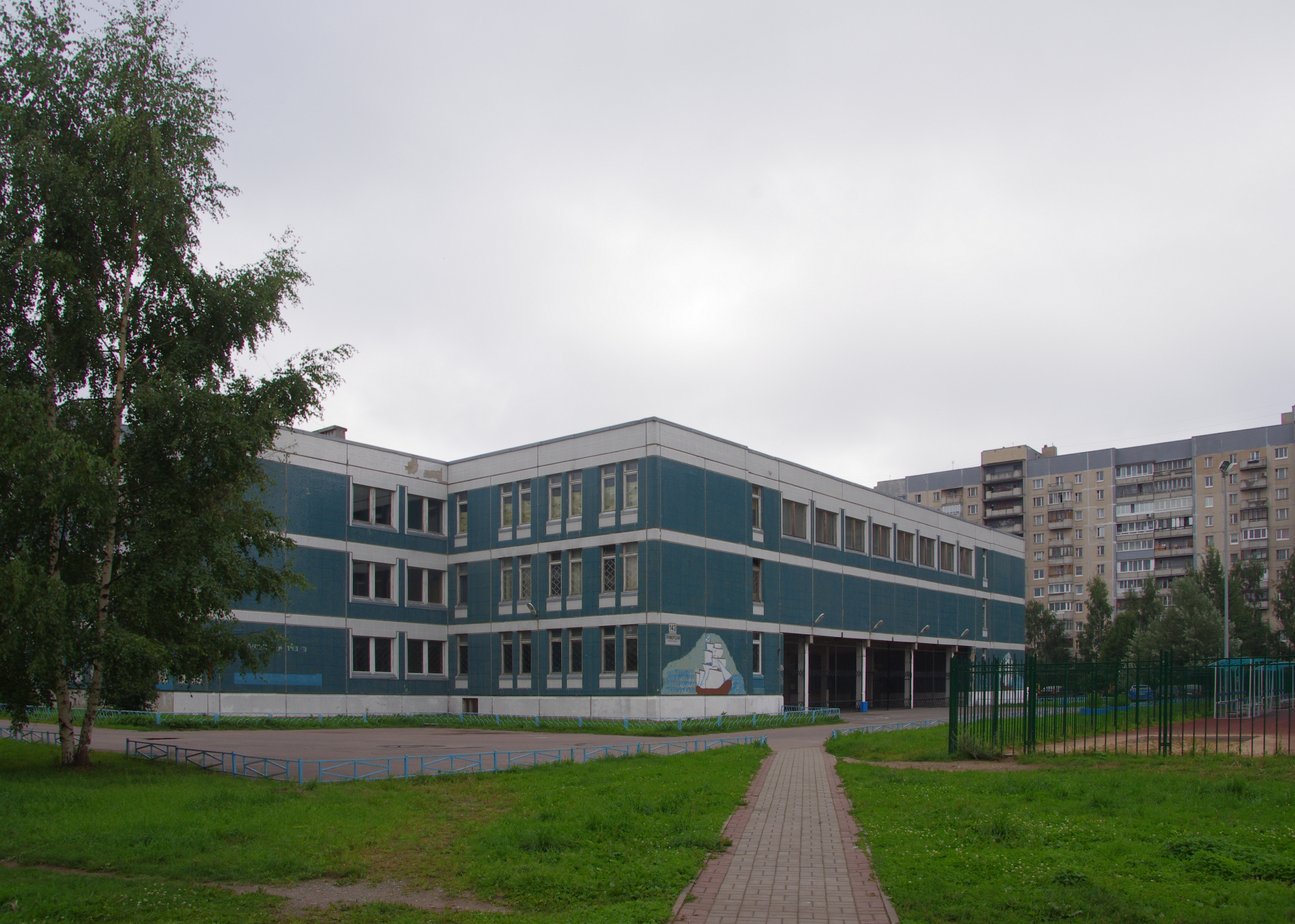
Типовое здание школы Приморского района
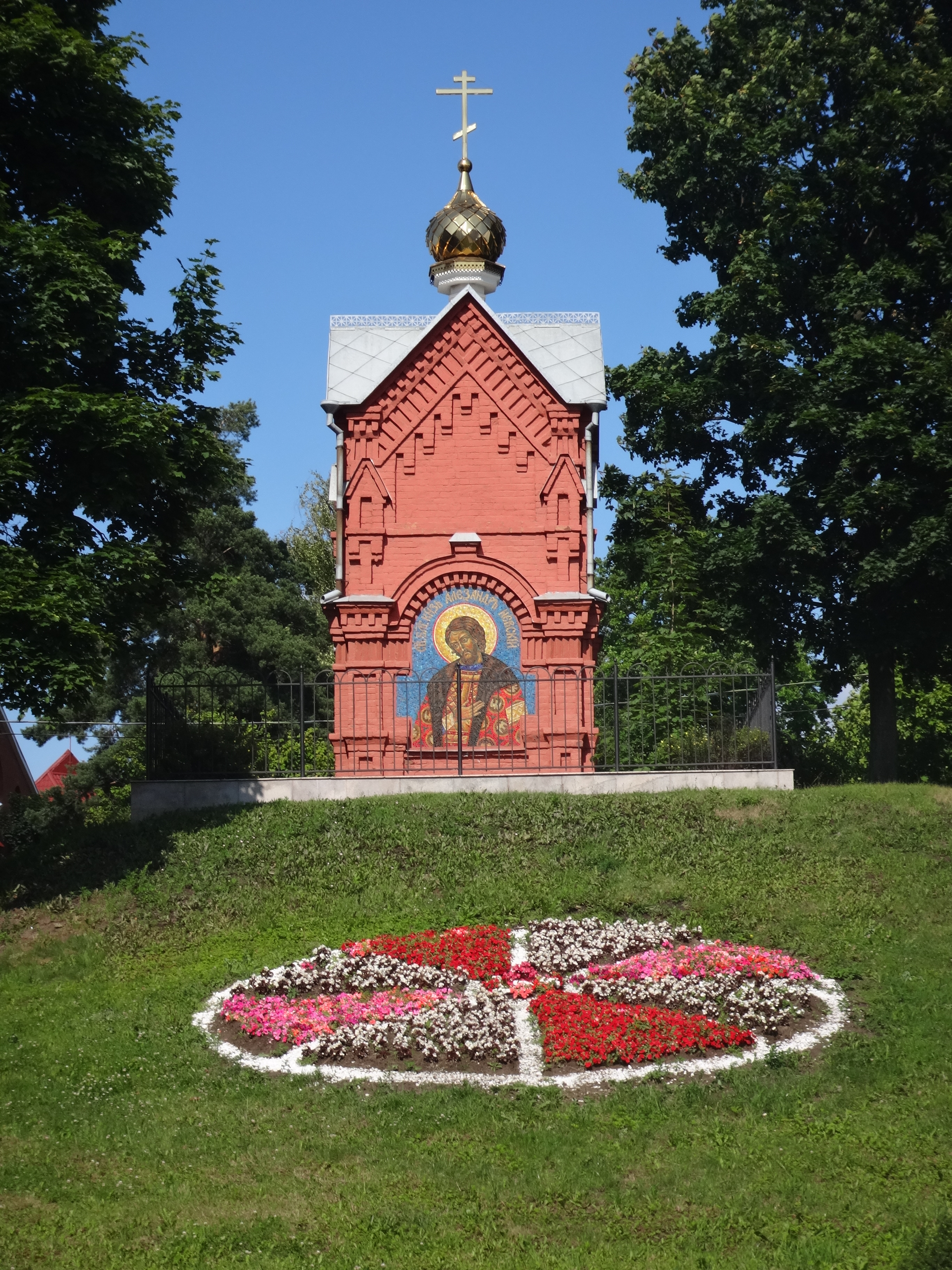
Часовня Александра Невского
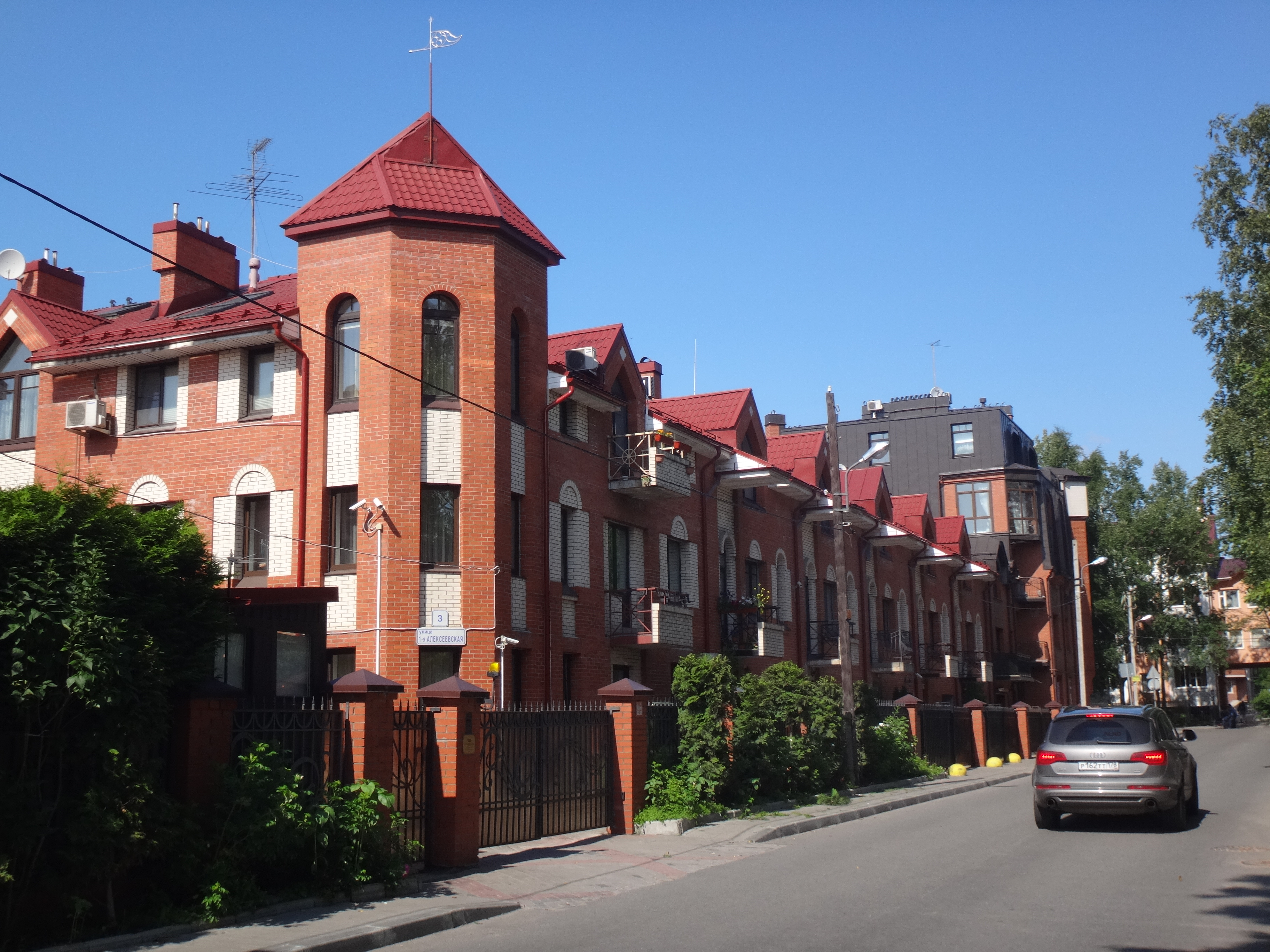
Таунхаус на Земледельческом переулке
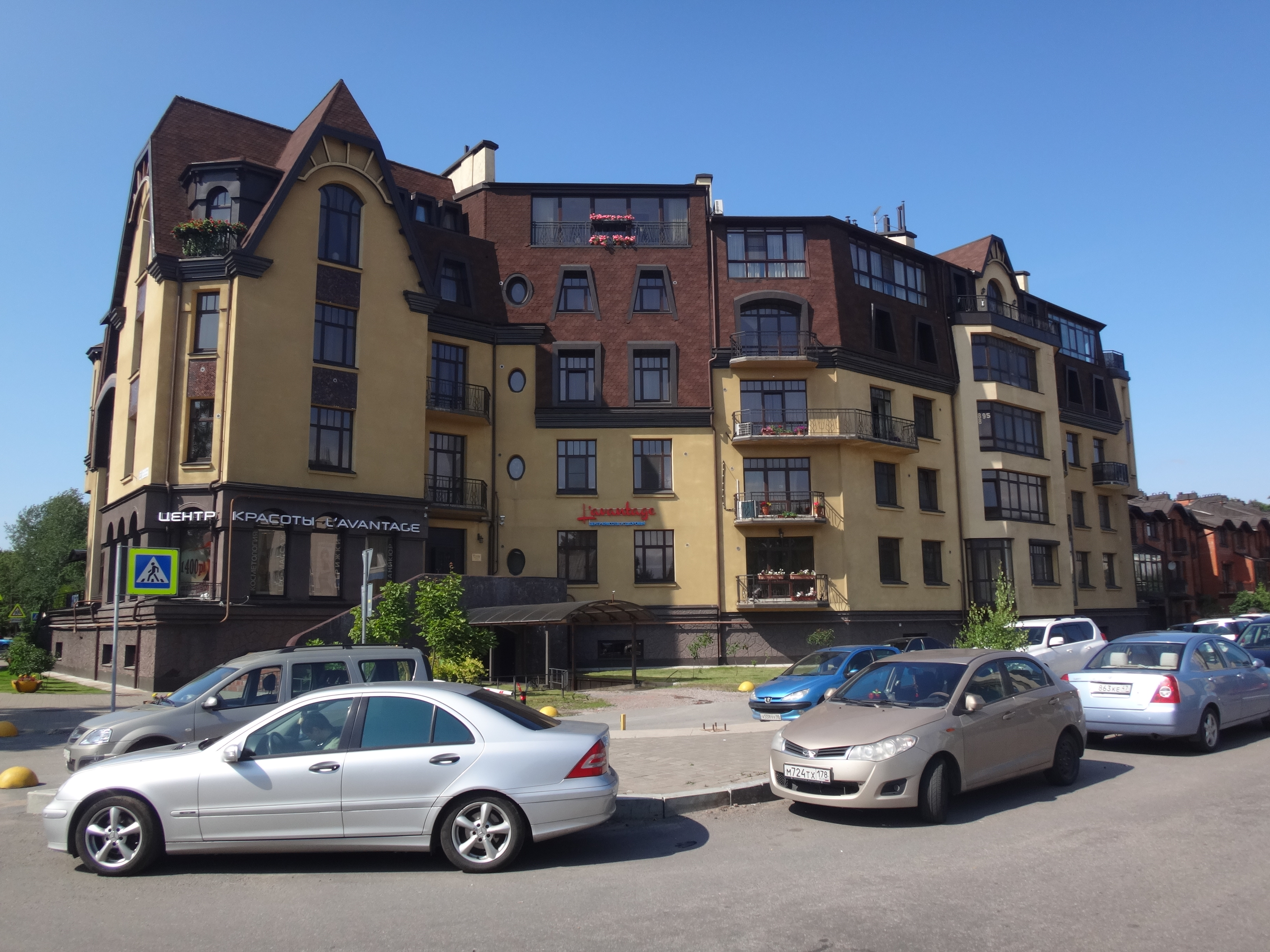
Малоэтажный дом на углу 3-й линии 1-й половины и Солунской улицы
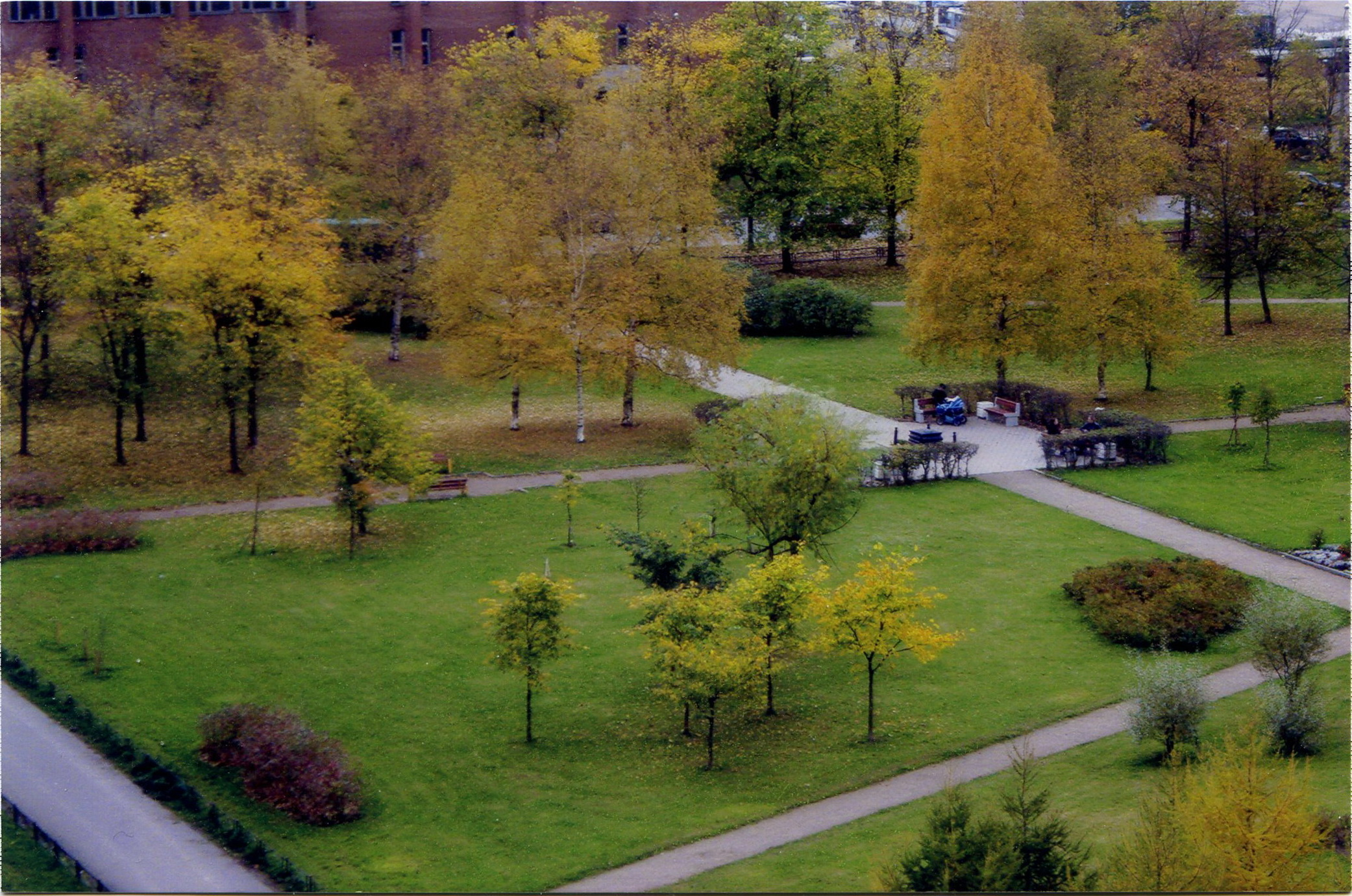
Сквер Мациевича во 2-й пол. 1990-х гг.